# 臺北、新北地區公車路線列表
本條目除表列出臺灣臺北市聯營公車及新北市公車路線外，亦包含新北市政府及臺北市政府基層單位與其他營利事業單位委託客運業者經營的路線。
本列表僅提供目前的路線資訊，昔日的路線狀況，可利用上方「檢視歷史」功能，或是大台北地區公車路線廢線列表查詢。
注釋：
- 聯營：臺北市聯營公車
- 新北：新北市市區公車
- 臺北：臺北市市區公車，未參與聯營者
- 2017年6月起，雙北公車實施一車多機，提高乘客上下車效率
- 2019年7月起，雙北公車上下車都要刷卡，一律上車收費

## 純數字編號公車路線

### 0～99
- 標示者為全線配置無障礙公車；標示者為全線提供Wi-Fi連線服務。

| 編號              | 營運區間                   | 經營業者          | 備註                                                    | 備註 |
| ----------------- | -------------------------- | ----------------- | ------------------------------------------------------- | ---- |
| 聯營 0東          | 內湖－臺北車站             | 大都會客運        |                                                         | 全線 |
| 聯營 0南          | 萬芳社區-捷運東門站        | 大都會客運        |                                                         | 全線 |
| 聯營 1            | 萬華－松仁路               | 欣欣客運          |                                                         | 全線 |
| 聯營 2            | 臺北海洋科技大學－臺大醫院 | 首都客運          |                                                         | 全線 |
| 聯營 5            | 中和－行天宮               | 大都會客運        |                                                         | 全線 |
| 新北 8            | 捷運新店站－捷運景安站     | 臺北客運          |                                                         | 全線 |
| 聯營 9            | 社子國小－萬華             | 大都會客運        |                                                         | 全線 |
| 聯營 12           | 東園－民生社區             | 大都會客運        |                                                         | 部分 |
| 聯營 14           | 蘆洲－臺北車站             | 大都會客運        |                                                         | 部分 |
| 聯營 18           | 萬華－捷運麟光站           | 欣欣客運          |                                                         | 部分 |
| 聯營 20           | 永春高中－青年公園         | 大都會客運        |                                                         | 全線 |
| 聯營 21           | 捷運圓山站－西湖圖書館     | 首都客運          |                                                         | 全線 |
| 聯營 22           | 吳興街－衡陽路             | 大都會客運        |                                                         | 全線 |
| 聯營 26           | 社子－行天宮               | 首都客運          |                                                         | 全線 |
| 聯營 28           | 大直－市政府               | 指南客運          |                                                         | 全線 |
| 聯營 32           | 吳興街－南港花園社區       | 大都會客運        | 2021年1月12日起由大都會客運接駛並將起點調整為吳興街站。 | 全線 |
| 聯營 33           | 永春高中－大直美麗華       | 大都會客運        |                                                         | 全線 |
| 聯營 37           | 吳興街－捷運臺大醫院站     | 大都會客運        | 2021年1月12日起由大都會客運接駛並將起點調整為吳興街站。 | 全線 |
| 聯營 38           | 環南市場－大安國宅         | 大都會客運        |                                                         | 全線 |
| 聯營 38（區間車） | 寶興街－捷運龍山寺站       | 大都會客運        |                                                         |      |
| 聯營 39           | 三重－臺北車站             | 首都客運          |                                                         | 全線 |
| 聯營 39（夜間車） | 三重－臺北車站             | 首都客運          |                                                         | 全線 |
| 聯營 41           | 北士科－捷運大安站         | 大都會客運        | 110年2月18日起延長行駛至北士科。                        | 部分 |
| 聯營 42           | 大直－北門                 | 指南客運          |                                                         | 部分 |
| 聯營 42（區間車） | 大直－捷運圓山站           | 指南客運          |                                                         | 部分 |
| 聯營 46           | 松德站－圓環               | 大都會客運        |                                                         | 部分 |
| 聯營 49           | 建國北路－東園             | 大都會客運        |                                                         | 全線 |
| 新北 51           | 南雅站－永和               | 臺北客運          | 僅平日早上05:40一班車，經中和中山路。                   | 全線 |
| 聯營 52           | 景明街口－聯合醫院中興院區 | 欣欣客運          |                                                         |      |
| 聯營 53           | 瓏山林社區－西松高中       | 欣欣客運          |                                                         |      |
| 新北 57           | 板橋－永和                 | 臺北客運          | 新北市跨區幹線公車。經中和連城路。                      | 全線 |
| 新北 62           | 三重－東園                 | 首都客運          |                                                         | 全線 |
| 聯營 63           | 內湖舊宗路－臺北車站       | 大都會客運        |                                                         | 部分 |
| 聯營 66           | 捷運動物園站－松山車站     | 欣欣客運          |                                                         | 全線 |
| 聯營 68           | 洲美里－捷運劍潭站         | 首都客運          |                                                         |      |
| 聯營 72           | 麟光－大直                 | 光華巴士          |                                                         | 全線 |
| 聯營 88           | 重陽路－臺北車站           | 大有巴士          | 原信義幹線。                                            | 全線 |
| 聯營 88（區間車） | 南港花園社區－臺北車站     | 大有巴士          | 原信義幹線。                                            | 全線 |
| 新北 99           | 新莊－板橋                 | 臺北客運 首都客運 | 新北市跨區幹線公車。                                    | 全線 |

### 100～199（休閒公車、觀光公車）
- 標示者為全線配置無障礙公車；標示者為全線提供Wi-Fi連線服務。

| 編號                | 營運區間                        | 經營業者                     | 備註                                              | 備註 |
| ------------------- | ------------------------------- | ---------------------------- | ------------------------------------------------- | ---- |
| 聯營 108            | 陽明山－擎天崗                  | 大都會客運                   | 每日行駛。                                        |      |
| 聯營 108 （區間車） | 陽明山－二子坪                  | 大都會客運                   | 每日行駛。                                        |      |
| 聯營 109            | 萬芳社區－陽明山                | 大都會客運                   | 例假日行駛。                                      |      |
| 聯營 111            | 新莊－陽明山                    | 三重客運                     | 例假日行駛。                                      |      |
| 聯營 112            | 捷運動物園站－富德 靈骨塔       | 三重客運 大都會客運 大南汽車 | 掃墓期間行駛。                                    |      |
| 聯營 124            | 陽明山－小油坑                  | 大都會客運                   | 花季、海芋季期間之例假日行駛。                    |      |
| 聯營 125            | 陽明山－陽明山花鐘              | 大都會客運                   | 花季、海芋季期間之例假日行駛。                    |      |
| 聯營 126            | 臺北車站－陽明山                | 大都會客運                   | 花季、海芋季期間之例假日行駛 （並非每年都開行）。 |      |
| 聯營 127            | 捷運劍潭站－陽明山              | 大都會客運                   | 花季、海芋季期間之例假日行駛。                    |      |
| 聯營 128            | 捷運石牌站－陽明山              | 三重客運                     | 例假日行駛。                                      |      |
| 聯營 129            | 捷運北投站－竹子湖              | 大南汽車                     | 例假日行駛。                                      |      |
| 聯營 130            | 陽明山－花鐘                    | 大都會客運                   | 花季、海芋季期間之例假日行駛。                    |      |
| 聯營 131            | 陽明山－竹子湖                  | 大都會客運 三重客運          | 花季、海芋季期間之例假日行駛。                    |      |
| 聯營 132            | 捷運圓山站－大佳河濱 公園       | 三重客運                     | 端午節、中秋節期間之例假日行駛。                  |      |
| 聯營 133            | 捷運關渡站－關渡宮              | 大南汽車                     | 農曆春節期間行駛。                                |      |
| 聯營 135            | 臺北車站－聯合醫院 中興院區     | 三重客運                     | 臺北大稻埕音樂煙火節行駛。                        |      |
| 聯營 136            | 捷運雙連站－大稻埕 碼頭         | 三重客運                     | 臺北大稻埕音樂煙火節行駛。                        |      |
| 新北 168            | 輕軌崁頂站－美麗 新廣場         | 淡水客運                     | 勤崴國際自駕公車實驗期間行駛。                    |      |
| 新北 177            | 區民廣場－區民廣場              | 臺北客運                     | 。                                                |      |
| 新北 179            | 區民廣場－金瓜石 （黃金博物館） | 臺北客運                     | 。                                                |      |

### 200～299
- 標示者為全線配置無障礙公車；標示者為全線提供Wi-Fi連線服務。

| 編號                 | 營運區間                     | 經營業者          | 備註 | 備註 |
| -------------------- | ---------------------------- | ----------------- | --- | ---- |
| 新北 201             | 中和－龍山寺                 | 臺北客運          | |      |
| 聯營 202             | 新店－國父紀念館             | 指南客運          | | 全線 |
| 聯營 202（區間車）   | 錦繡－臺北科技大學           | 指南客運          | | 全線 |
| 聯營 203             | 汐止社－天母                 | 中興巴士 光華巴士 | | 全線 |
| 聯營 204             | 東園－麥帥新城               | 首都客運          | | 全線 |
| 聯營 205             | 中華科技大學－東園           | 臺北客運          | | 全線 |
| 聯營 206             | 天母－中華路                 | 光華巴士          | | 全線 |
| 聯營 207             | 內湖新湖二路－捷運南勢角站   | 東南客運          | | 全線 |
| 聯營 208             | 新店－大直                   | 指南客運          | | 全線 |
| 聯營 208（區間車）   | 新店－捷運公館站             | 指南客運          | | 全線 |
| 聯營 208（直達車）   | 大直－新店                   | 指南客運          | | 全線 |
| 聯營 211             | 二重－捷運麟光站             | 首都客運          | | 全線 |
| 聯營 212             | 舊莊－青年公園               | 大有巴士          | | 全線 |
| 聯營 212（直達車）   | 舊莊－青年公園               | 大有巴士          | | 全線 |
| 聯營 212（夜間車）   | 舊莊－青年公園               | 大有巴士          | | 全線 |
| 聯營 214             | 中和－內湖                   | 中興巴士          | | 全線 |
| 聯營 214（直達車）   | 中和－松山機場               | 中興巴士          | | 全線 |
| 聯營 215             | 臺北海洋科技大學－臺北車站   | 光華巴士          | | 全線 |
| 聯營 216             | 新北投－榮總                 | 大南汽車          | 2022年10月1日起由216區間車改號為216正線。 |      |
| 聯營 218             | 新北投－萬華                 | 大南汽車          | | 部分 |
| 聯營 218（區間車）   | 新北投－捷運奇岩站           | 大南汽車          | | 部分 |
| 聯營 218（直達車）   | 新北投－萬華                 | 大南汽車          | | 部分 |
| 聯營 221             | 蘆洲－臺北車站               | 三重客運          | | 部分 |
| 聯營 222             | 內湖－衡陽路                 | 大都會客運        | | 部分 |
| 聯營 223             | 關渡－青年公園               | 大南汽車          | | 部分 |
| 聯營 224             | 天母－捷運石牌站             | 光華巴士          | | 全線 |
| 聯營 225             | 蘆洲－民生社區               | 三重客運          | | 部分 |
| 聯營 225（區間車）   | 蘆洲－松山機場               | 三重客運          | | 部分 |
| 聯營 226             | 三重－吳興街                 | 首都客運          | | 全線 |
| 聯營 227             | 三重－永和                   | 中興巴士          | | 全線 |
| 聯營 227（區間車）   | 三重－捷運民權西路站         | 中興巴士          | 例假日停駛。 | 全線 |
| 聯營 230             | 捷運北投站－陽明山           | 大南汽車          | |      |
| 新北 231             | 宏國德霖科技大學－捷運西門站 | 臺北客運          | | 全線 |
| 聯營 232             | 蘆洲－捷運善導寺站           | 三重客運          | 1977年4月30日開始營運，2016年11月26日起由松山車站縮短路線至捷運善導寺站，後又於2018年12月23日起調整路線，至此可將232正線與232副線、232快速公車視為三條獨立的路線。 | 部分 |
| 聯營 232（快速公車） | 蘆洲－松山車站               | 三重客運          | 例假日停駛。 |      |

| 聯營 | 234             | 板橋－西門                           | 臺北客運            | 全數配置低底盤 |
| 聯營 | 235             | 新莊－國父紀念館                     | 首都客運            | 全數配置低底盤 |
| 聯營 | 236（區間車）   | 深坑－捷運公館站                     | 欣欣客運            | 全數配置低底盤 |
| 聯營 | 237             | 富德－捷運東門站                     | 欣欣客運            | 例假日停駛 |
| 聯營 | 240（直達車）   | 東湖－國父紀念館                     | 光華巴士            | 僅平日早上07:15一班 |
| 新北 | 241             | 中和－博愛路                         | 臺北客運            | 全數配置低底盤 |
| 新北 | 242             | 中和－西門                           | 臺北客運            | 例假日停駛 |
| 新北 | 243             | 中和－西門                           | 臺北客運            | 全數配置低底盤 |
| 新北 | 245             | 宏國德霖科技大學－捷運臺大醫院站     | 臺北客運            | 全數配置低底盤 |
| 聯營 | 246             | 普濟堂－東園                         | 光華巴士            | 全數配置低底盤 |
| 聯營 | 247             | 東湖－衡陽路                         | 光華巴士            | 全數配置低底盤 |
| 聯營 | 247（區間車）   | 東湖－捷運圓山站                     | 光華巴士            | 全數配置低底盤 |
| 新北 | 249             | 國立臺灣科技大學華夏校區－臺北車站   | 欣欣客運            | 全數配置低底盤 |
| 聯營 | 250             | 北士科－青年公園                     | 光華巴士            | 例假日停駛 |
| 聯營 | 251             | 深坑－臺北車站                       | 欣欣客運            | 部分配置低底盤 |
| 聯營 | 251（區間車）   | 深坑－捷運公館站                     | 欣欣客運            | 部分配置低底盤 |
| 聯營 | 252             | 富德－臺北車站                       | 欣欣客運            | 部分配置低底盤 |
| 聯營 | 253             | 景美女中－臺北車站                   | 欣欣客運            | 部分配置低底盤 |
| 聯營 | 254             | 大鵬新城－民生社區                   | 欣欣客運            | 部分配置低底盤 |
| 聯營 | 254（區間車）   | 大鵬新城－捷運公館站                 | 欣欣客運            | 部分配置低底盤 |
| 聯營 | 255             | 雙溪－臺北車站                       | 首都客運            | 全數配置低底盤 ；另實際未行經任一臺北車站( )之相關站位，訖點為捷運北門站 |
| 聯營 | 255（區間車）   | 北士科－雙溪                         | 首都客運            | 全數配置低底盤，自110年2月18日起延長行駛至北士科 |
| 聯營 | 256             | 大直－松山車站                       | 指南客運            | 例假日停駛 |
| 聯營 | 257             | 行政院新莊聯合辦公大樓－南港花園社區 | 大有巴士            | 全數配置低底盤 |
| 聯營 | 260             | 東園－陽明山                         | 大都會客運          | 部分配置低底盤 |
| 聯營 | 260（區間車）   | 陽明山－臺北車站                     | 大都會客運          | 部分配置低底盤 |
| 聯營 | 260（花鐘）     | 陽明山－臺北車站                     | 大都會客運          | 部分配置低底盤 |
| 聯營 | 261             | 蘆洲－市政府                         | 三重客運            | 部分配置低底盤 |
| 聯營 | 262             | 宏國德霖科技大學－民生社區           | 大都會客運          | 全數配置低底盤 自111年4月14日起 新增262路全程車民生社區到宏國德霖科技大學 |
| 聯營 | 262（區間車）   | 中和－民生社區                       | 大都會客運          | 全數配置低底盤 |
| 新北 | 264             | 板橋－捷運蘆洲站                     | 臺北客運            | 新北市跨區幹線公車 全數配置低底盤 |
| 聯營 | 265（中央路）   | 土城－行政院                         | 三重客運            | 全數配置低底盤 |
| 聯營 | 265（明德路）   | 土城－行政院                         | 大南汽車            | 部分配置低底盤 例假日 06:20 / 09:30 /14:30 為狗狗友善公車班次 |
| 聯營 | 265（區間車）   | 重慶國中－行政院                     | 大南汽車 三重客運   | 部分配置低底盤 |
| 聯營 | 265（夜間車）   | 土城－行政院                         | 三重客運            | 全數配置低底盤 |
| 聯營 | 267             | 天母－捷運大湖公園站                 | 光華巴士            | 全數配置低底盤 |
| 聯營 | 268             | 大直－天母                           | 光華巴士            | 全數配置低底盤例假日停駛 |
| 聯營 | 270             | 中華科技大學－捷運西門站             | 大都會客運          | 全數配置低底盤 |
| 聯營 | 270（區間車）   | 中華科技大學－聯合報                 | 大都會客運          | 2025年04月21日起新闢，全數配置低底盤 |
| 聯營 | 274             | 蘆洲－臺北車站                       | 大都會客運          | 全數配置低底盤 |
| 新北 | 275             | 宏國德霖科技大學－松山機場           | 臺北客運            | 全數配置低底盤 |
| 聯營 | 276             | 舊莊－衡陽路                         | 大都會客運          | 全數配置低底盤 |
| 聯營 | 277             | 松德站－榮總                         | 大都會客運          | 全數配置低底盤 |
| 聯營 | 278             | 捷運景美站－捷運內湖站               | 欣欣客運            | 全數配置低底盤 |
| 聯營 | 278（區間車）   | 捷運景美站－新益里                   | 欣欣客運            | 全數配置低底盤 例假日停駛 |
| 聯營 | 279             | 天母－內湖焚化廠                     | 中興巴士 光華巴士   | 全數配置低底盤 |
| 聯營 | 280             | 天母－公館                           | 中興巴士            | 全數配置低底盤 |
| 聯營 | 280（直達車）   | 天母－公館                           | 中興巴士            | 全數配置低底盤 例假日停駛 |
| 聯營 | 281             | 東湖－市政府                         | 大都會客運          | 全數配置低底盤 |
| 聯營 | 282             | 動物園－圓環                         | 指南客運            | 全數配置低底盤 |
| 聯營 | 284             | 汐止社后－景美                       | 首都客運            | 全數配置低底盤 |
| 聯營 | 286             | 福德街－松山車站                     | 大都會客運          | 實際起點為永春高中，去回程均行經福德街及南港花園社區各雙向站位，請注意行車方向 2009年由行天宮縮短至捷運西湖站，2018年縮短至國防醫學中心（進三總內湖站），於2023年6月30日縮短至松山車站 |
| 聯營 | 286（副線）     | 福德街－行天宮                       | 大都會客運          | 實際起點為永春高中，去回程均行經福德街各雙向站位，請注意行車方向 |
| 聯營 | 287（區間車）   | 東湖－臺北橋                         | 大都會客運          | 全數配置低底盤 |
| 聯營 | 288             | 兒童新樂園－吳興街                   | 大南汽車            | 原288區間車路線 部分配置低底盤 |
| 新北 | 290（副線）     | 興隆站－溪園路                       | 欣欣客運            | |
| 新北 | 290（副線萬和） | 興隆站－溪園路                       | 欣欣客運            | 繞行萬和公園 |
| 聯營 | 292             | 二重－捷運麟光站                     | 首都客運            | 全數配置低底盤 |
| 聯營 | 292（副線）     | 二重－捷運麟光站                     | 首都客運            | 全數配置低底盤 返程行經通化街 |
| 聯營 | 294             | 富德－仁愛國中                       | 欣欣客運            | 僅平日尖峰行駛，全數配置低底盤 |
| 聯營 | 295             | 富德－臺北車站                       | 欣欣客運            | |
| 聯營 | 295（副線）     | 富德－臺北車站                       | 欣欣客運            | 行經芳蘭路 |
| 聯營 | 297             | 中和－成功中學                       | 大都會客運          | 全數配置低底盤2021年1月12日起由大都會客運接駛 |
| 聯營 | 298             | 萬芳社區－行天宮                     | 東南客運            | 全數配置低底盤 |
| 聯營 | 299             | 永春高中－新莊                       | 大都會客運 三重客運 | 部分配置低底盤 |

### 300～399
| 類別 | 路線編號        | 營運區間             | 經營業者          | 備註                          |
| ---- | --------------- | -------------------- | ----------------- | ----------------------------- |
| 聯營 | 300             | 故宮博物院－小南門   | 中興巴士          | 原重慶幹線路線 全數配置低底盤 |
| 聯營 | 302             | 關渡宮－萬華         | 大南汽車          | 部分配置低底盤                |
| 聯營 | 302（區間車）   | 關渡宮－兒童新樂園   | 大南汽車          | 部分配置低底盤                |
| 聯營 | 303             | 捷運劍潭站－大坪尾   | 首都客運          |                               |
| 聯營 | 303（區間車）   | 捷運劍潭站－平等里   | 首都客運          |                               |
| 聯營 | 304（重慶）     | 故宮博物院－永和     | 中興巴士          | 全數配置低底盤                |
| 聯營 | 304（承德）     | 故宮博物院－永和     | 中興巴士          | 全數配置低底盤                |
| 聯營 | 306             | 蘆洲－舊莊           | 大都會客運        | 部分配置低底盤                |
| 聯營 | 306             | 蘆洲－凌雲五村       | 三重客運          | 全數配置低底盤                |
| 聯營 | 306（區間車）   | 舊莊－臺北橋         | 大都會客運        | 部分配置低底盤                |
| 聯營 | 307             | 板橋－撫遠街         | 臺北客運 首都客運 | 全數配置低底盤                |
| 聯營 | 307（西藏三民） | 板橋－撫遠街         | 臺北客運 首都客運 | 全數配置低底盤                |
| 聯營 | 308             | 淡江大學－捷運劍潭站 | 指南客運          | 全數配置低底盤                |
| 聯營 | 310             | 板橋－士林           | 臺北客運          | 全數配置低底盤                |
| 聯營 | 310（區間車）   | 板橋－臺北車站       | 臺北客運          | 全數配置低底盤                |
| 聯營 | 311             | 中和－松山           | 中興巴士          | 全數配置低底盤                |
| 聯營 | 311（區間車）   | 中和－捷運公館站     | 中興巴士          | 全數配置低底盤                |

### 500～599
| 類別 | 路線編號      | 營運區間                       | 經營業者            | 備註                                                                            |
| ---- | ------------- | ------------------------------ | ------------------- | ------------------------------------------------------------------------------- |
| 聯營 | 505           | 撫遠街(飛航服務總臺)－景美     | 大都會客運          | 全數配置低底盤                                                                  |
| 聯營 | 508           | 泰山公有市場－大同之家         | 三重客運            | 全數配置低底盤                                                                  |
| 聯營 | 508（區間車） | 蘆洲－大同之家                 | 大都會客運 三重客運 | 部分配置低底盤                                                                  |
| 聯營 | 513           | 捷運輔大站－捷運臺大醫院站     | 三重客運            |                                                                                 |
| 新北 | 520           | 新北產業園區－捷運民權西路站   | 三重客運            | 全數配置低底盤                                                                  |
| 聯營 | 521           | 內湖－捷運忠孝復興站           | 光華巴士            | 全數配置低底盤                                                                  |
| 聯營 | 529           | 兒童新樂園－士林國中           | 大南汽車            |                                                                                 |
| 聯營 | 530           | 指南宮－捷運公館站             | 指南客運            | 全數配置低底盤                                                                  |
| 聯營 | 531           | 紫雲里－松山車站               | 欣欣客運            |                                                                                 |
| 聯營 | 536           | 臺北海洋科技大學－大同之家     | 首都客運            | 全數配置低底盤                                                                  |
| 聯營 | 536（區間車） | 臺北海洋科技大學－榮總         | 首都客運            | 全數配置低底盤                                                                  |
| 聯營 | 539           | 三重－馬偕醫院                 | 首都客運            | 2021年5月22日縮短路線至馬偕醫院，全數配置低底盤                                 |
| 聯營 | 542           | 捷運圓山站－捷運中山國中站     | 首都客運            |                                                                                 |
| 聯營 | 550           | 關渡宮－洲美運動公園           | 大南汽車            |                                                                                 |
| 聯營 | 551           | 內湖科學園區－捷運昆陽站       | 大南汽車            |                                                                                 |
| 聯營 | 552           | 金龍寺－捷運市政府站           | 東南客運            | 全數配置低底盤                                                                  |
| 聯營 | 553           | 南港車站－金龍寺               | 光華巴士            |                                                                                 |
| 聯營 | 556           | 木柵象頭埔－捷運劍潭站         | 指南客運            | 原902區間車路線 全數配置低底盤                                                  |
| 聯營 | 557           | 東吳大學－士林高商             | 中興巴士            | 原東吳大學專車 全數配置低底盤                                                   |
| 聯營 | 559           | 捷運石牌站-陽明大學            | 大都會客運          |                                                                                 |
| 聯營 | 568           | 萬華－捷運麟光站               | 欣欣客運            | 原和平幹線路線 全數配置低底盤                                                   |
| 新北 | 570           | 山中湖－南天母廣場             | 臺北客運            | 原新北市新巴士F601線 行經捷運站 板南線土城站 僅假日行駛                         |
| 新北 | 571           | 善息寺－南天母廣場             | 臺北客運            | 原新北市新巴士F602線 行經捷運站 板南線頂埔站、永寧站 僅假日行駛                 |
| 新北 | 572           | 金城路口－南天母廣場           | 臺北客運            | 原新北市新巴士F603線 行經捷運站 板南線土城站 僅假日行駛，全數配置低底盤         |
| 新北 | 573           | 信義國小－新北高工－南天母廣場 | 臺北客運            | 原新北市新巴士F605線 行經捷運站 板南線海山站、永寧站 僅假日行駛，全數配置低底盤 |
| 新北 | 574           | 信義國小－日新里－南天母廣場   | 臺北客運            | 原新北市新巴士F606線 行經捷運站 板南線永寧站 僅假日行駛，全數配置低底盤         |
| 新北 | 575           | 捷運永寧站－南天母廣場         | 臺北客運            | 原新北市新巴士F607線 行經捷運站 板南線永寧站 僅假日行駛                         |
| 新北 | 576           | 捷運新店區公所站－新和國小     | 欣欣客運            | 原新北市新巴士F702線                                                            |
| 新北 | 577           | 板橋後站－捷運府中站           | 臺北客運            | 原新北市新巴士F511線                                                            |
| 新北 | 578           | 泰山公有市場－台北車站         | 國光客運            | 原新北市新巴士F215線，全數配置低底盤                                            |
| 新北 | 579           | 明志國小－台北車站             | 國光客運            | 原新北市新巴士F216線，全數配置低底盤                                            |
| 新北 | 580           | 大窠橋－馬偕醫院               | 指南客運            | 原新北市新巴士F221線                                                            |
| 新北 | 581           | 陸光－御史路                   | 國光客運            | 原新北市新巴士F222線，全數配置低底盤                                            |
| 新北 | 582           | 五股－台北車站                 | 國光客運            | 原新北市新巴士F223線，全數配置低底盤                                            |
| 新北 | 582（洲子洋） | 五股－台北車站                 | 國光客運            | 原新北市新巴士F223線，全數配置低底盤                                            |
| 新北 | 582（工業區） | 五股－台北車站                 | 國光客運            | 原新北市新巴士F223線，全數配置低底盤                                            |
| 新北 | 583           | 五股－榮總                     | 國光客運            | 原新北市新巴士F225線，全數配置低底盤                                            |
| 新北 | 585           | 浮洲地區－捷運府中站           | 臺北客運            | 原新北市新巴士F502線                                                            |
| 新北 | 586           | 保長里－汐止火車站             | 新北客運            | 原新北市新巴士F906線                                                            |
| 新北 | 587           | 汐止－瑞士山莊                 | 新北客運            | 原新北市新巴士F908線                                                            |
| 新北 | 589           | 百福社區－南港車站             | 新北客運            | 原新北市新巴士 F912線                                                           |
| 新北 | 590           | 南港車站－博市社區             | 新北客運            | 原新北市新巴士F917線                                                            |
| 新北 | 591           | 南港車站－水蓮山莊             | 新北客運            | 原新北市新巴士F918線                                                            |
| 新北 | 592           | 寶興路－捷運七張站             | 欣欣客運            | 原新北市新巴士F705線                                                            |
| 新北 | 593           | 捷運淡水站－沙崙               | 淡水客運            | 原新北市新巴士F112線                                                            |
| 新北 | 594           | 捷運淡水站－淡江大學           | 淡水客運            | 原新北市新巴士F110線                                                            |
| 新北 | 595           | 捷運淡水站－淡海新市鎮         | 淡水客運            | 原新北市新巴士F111線                                                            |
| 新北 | 596           | 樹林－板橋                     | 臺北客運            | 原新北市新巴士F501線                                                            |

### 600～699
| 類別 | 路線編號        | 營運區間                           | 經營業者            | 備註 |
| ---- | --------------- | ---------------------------------- | ------------------- | --- |
| 聯營 | 600             | 南港高工－臺北車站                 | 光華巴士 中興巴士   | 原忠孝新幹線，直行忠孝東西路；全數配置低底盤 |
| 聯營 | 602             | 天母－北投                         | 中興巴士 大南汽車   | 部分配置低底盤 |
| 聯營 | 604             | 板橋－台北車站                     | 台北客運            | 經萬板大橋、西藏路，全數配置低底盤，自110年2月21日起縮短行駛至台北車站                                                                                 |
| 聯營 | 605             | 汐止－臺北車站                     | 中興巴士            | 配置24輛低底盤 |
| 聯營 | 605（副線）     | 汐止－松山車站                     | 中興巴士            | 行經南港重陽路、中國電視公司，全數配置低底盤，自106年11月1日起縮短行駛至松山車站                                                                       |
| 聯營 | 605（快速公車） | 汐止－臺北車站                     | 中興巴士            | 行經國道一號、南京東路 |
| 聯營 | 605（新台五）   | 汐止－臺北車站                     | 中興巴士            | 行經汐止市區、新台五路 |
| 聯營 | 606             | 萬芳社區－榮總                     | 大都會客運          | 全數配置低底盤 |
| 聯營 | 611             | 富德－松山車站                     | 欣欣客運            | 部分配置低底盤 |
| 聯營 | 612             | 松德站－大同之家                   | 大都會客運          | 配置12輛低底盤→與612（區間車）配車共用2021年1月24日起由大都會客運接駛                                                                                  |
| 聯營 | 615             | 丹鳳－臺北車站                     | 三重客運            | 實際起點為捷運迴龍站 |
| 聯營 | 616             | 泰山－天母                         | 中興巴士            | 配置17輛低底盤 |
| 聯營 | 617             | 泰山－內湖                         | 三重客運            | 直行民權東西路、不經松山機場，配置32輛低底盤 |
| 聯營 | 617（副線）     | 泰山－內湖                         | 三重客運            | 2018/11/17通車，直行民權東西路、經松山機場、內湖端路徑（單邊設站）與正線相反，與正線共配置32輛低底盤                                                   |
| 聯營 | 618             | 新莊－士林                         | 首都客運            | 全數配置低底盤 |
| 聯營 | 621             | 二重－捷運臺大醫院站               | 首都客運            | 全數配置低底盤 |
| 聯營 | 622             | 泰山－捷運中山站（志仁高中）       | 三重客運            | 103年12月11日起延駛至泰林路"中港站" |
| 新北 | 624             | 新店－西門                         | 台北客運            | 新北市跨區幹線公車 經臺北客運新店站，全數配置低底盤 |
| 新北 | 624（綠野香坡） | 新店－西門                         | 台北客運            | 新北市跨區幹線公車 經綠野香坡全數配置低底盤 |
| 新北 | 629             | 汐止－松山車站                     | 新北客運            | 部分配置低底盤 |
| 新北 | 629（區間車）   | 五堵－汐止社后                     | 新北客運            | 部分配置低底盤 |
| 聯營 | 630             | 東園－東湖                         | 欣欣客運 大都會客運 | 全數配置低底盤 |
| 新北 | 631             | 淡水－北投                         | 淡水客運            | 行經小坪頂 |
| 新北 | 635             | 迴龍－臺北                         | 三重客運            | 直行新莊中正路，配置8輛低底盤 |
| 新北 | 636             | 樹林中正路－捷運中山站             | 三重客運            | 配置7輛低底盤 |
| 新北 | 637             | 五股－臺北                         | 三重客運            | 新北市跨區幹線公車 經明志路 。配置15輛低底盤 |
| 新北 | 638             | 五股－捷運南京復興站               | 三重客運            | 經明志路，配置22輛低底盤 |
| 新北 | 638（副線）     | 五股－捷運輔大站                   | 三重客運            | 經五股貿商國宅、輔大醫院，全數配置低底盤，自107年2月1日起開始營運                                                                                      |
| 新北 | 639             | 樹林－北門                         | 三重客運            | |
| 新北 | 640             | 五股－捷運台大醫院站               | 三重客運            | 配置13輛低底盤 |
| 聯營 | 641             | 五股坑－臺北車站                   | 三重客運            | 五股坑僅去程繞行，返程不繞 |
| 聯營 | 643             | 錦繡山莊－復興北村                 | 新店客運            | 直行北市松江路及新生南路，返程行經捷運中山國中站、民生東路，全數配置低底盤                                                                             |
| 聯營 | 644             | 青潭－博愛路                       | 新店客運            | 直行羅斯福路，行經新店中央新村，全數配置低底盤 |
| 聯營 | 645             | 舊莊－捷運石牌站                   | 三重客運            | 配置21輛低底盤（與副線共用配車） |
| 聯營 | 645（副線）     | 中華科技大學－捷運石牌站           | 三重客運            | 配置21輛低底盤（與正線共用配車） |
| 聯營 | 646             | 東湖－捷運劍潭站                   | 欣欣客運            | 自107年4月25日起縮駛至捷運劍潭站與646區間車整併 |
| 聯營 | 647             | 大崎腳－捷運市政府站               | 新店客運            | 行經新店中興路、木柵路、信義快速道路，全數配置低底盤                                                                                                   |
| 聯營 | 648             | 錦繡山莊－臺北車站                 | 新店客運            | 直行羅斯福路，全數配置低底盤 |
| 聯營 | 651             | 板橋－臺北市政府                   | 台北客運            | 直行北市仁愛路，全數配置低底盤 |
| 聯營 | 652             | 新莊－內湖                         | 大都會客運          | 直行南京東路，部分配置低底盤 |
| 新北 | 656             | 宏國德霖科技大學－捷運台大醫院站   | 台北客運            | 新北市跨區幹線公車 1.直行文化路，行經土城青雲路、裕民路、板橋車站 2.行經捷運 板南線海山站、板橋站、新埔站、江子翠站、龍山寺站、西門站 3.全數配置低底盤 |
| 新北 | 657             | 宏國德霖科技大學－江子翠           | 台北客運            | 1.行經土城立德路、土城明德路一段、板橋漢生東路、板橋民族路 2.部分班次行經土城延和路 3.行經捷運 板南線新埔站、江子翠站 4.全數配置低底盤                 |
| 新北 | 658             | 板橋－西門                         | 台北客運            | 行經長江路，部分班次延駛至板橋果菜市場，已於103年7月1日轉為新北市區公車，全數配置低底盤                                                                |
| 聯營 | 660             | 深坑－圓環                         | 指南客運            | 直行羅斯福路，全數配置低底盤 |
| 聯營 | 660（區間車）   | 深坑－景美                         | 指南客運            | 直行木柵路，全數配置低底盤，與660共用配車 |
| 聯營 | 662             | 三重－一女中                       | 首都客運            | 2022年4月2日起縮駛至一女中，並調整班次。平日僅06:30一班，例假日停駛。全數配置低底盤                                                                    |
| 聯營 | 663             | 新莊－國父紀念館                   | 首都客運            | 全數配置低底盤 |
| 新北 | 666（烏塗窟）   | 景美－烏塗窟                       | 欣欣客運            | |
| 新北 | 666（皇帝殿）   | 景美－皇帝殿                       | 欣欣客運            | |
| 新北 | 666（華梵大學） | 景美－華梵大學                     | 欣欣客運            | |
| 新北 | 667             | 板橋－臺北車站                     | 台北客運            | 新北市跨區幹線公車 經新北板橋公車站、華翠大橋、萬華車站、捷運西門站，全數配置低底盤                                                                    |
| 聯營 | 668             | 汐止－公館                         | 中興巴士            | 全數配置低底盤，行經松山車站 |
| 聯營 | 669             | 三重－市政府                       | 首都客運            | 直行市民大道（平面），全數配置低底盤 |
| 聯營 | 669（區間車）   | 迪化污水處理廠－臺北轉運站         | 首都客運            | 僅年貨大街開幕期間行駛，目前已停駛 |
| 聯營 | 670             | 國立臺灣科技大學華夏校區－臺北車站 | 欣欣客運            | 反方向路線為249(該線為新北市市區公車)，部分配置低底盤                                                                                                  |
| 聯營 | 671             | 景美女中－臺北車站                 | 欣欣客運            | 反方向路線為253，全數配置低底盤 |
| 聯營 | 672             | 大鵬新城－民生社區                 | 欣欣客運            | 反方向路線為254，部分配置低底盤 |
| 聯營 | 672（區間車）   | 大鵬新城－捷運公館站               | 欣欣客運            | 上午尖峰時間加班車，部分配置低底盤 |
| 聯營 | 673             | 大鵬新城－東園                     | 欣欣客運            | |
| 聯營 | 675             | 汐止－公館                         | 中興巴士            | 行經環東大道、南京東路，部分配置低底盤 |
| 聯營 | 676             | 動物園－行天宮                     | 指南客運            | 全數配置低底盤 ，2018年7月起假日停駛 |
| 新北 | 677             | 汐止社后－金龍寺                   | 光華巴士            | 直行康寧街、不經明峰街 |
| 新北 | 677（副線）     | 汐止社后－金龍寺                   | 光華巴士            | 行經明峰街 |
| 新北 | 678             | 汐止－捷運市政府站                 | 新北客運            | 例假日停駛，部分配置低底盤 |
| 聯營 | 679             | 捷運動物園站－南港車站             | 指南客運            | 行經市道109號，全數配置低底盤 |
| 聯營 | 680             | 麟光－天母                         | 光華巴士            | 全數配置低底盤 （與72共用配車）。 |
| 聯營 | 681             | 東湖－陽明山                       | 光華巴士            | 原110 路改號，直行內湖路，全數配置低底盤 |
| 聯營 | 682             | 八里－社子                         | 淡水客運            | 原632 路改號，全數配置低底盤 |
| 聯營 | 683             | 後港里－南港高工                   | 光華巴士            | 原'620區間車 改號，直行內湖路，全數配置低底盤 |
| 聯營 | 685             | 麟光新村－天母                     | 大都會客運          | 行經新生北路和直行復興南北路，部分班次繞駛吉林路，全數配置低底盤                                                                                       |
| 聯營 | 688             | 建國北路－中和成功路               | 大都會客運          | 原敦化幹線改號，直行敦化南北路，部分配置低底盤，兩段票收費                                                                                             |

### 700～799
| 類別 | 路線編號          | 營運區間                                     | 經營業者          | 備註 |
| ---- | ----------------- | -------------------------------------------- | ----------------- | --- |
| 新北 | 701               | 迴龍－西門                                   | 臺北客運          | 行經樹林後車站，全數配置低底盤 |
| 新北 | 702               | 三峽－板橋公車站                             | 臺北客運          | 大部分路線沿 臺灣鐵路 縱貫鐵路路廊行駛，行經板橋、浮洲、樹林、南樹林、山佳、鶯歌等六座火車站周遭，全數配置低底盤 此線於103年10月1日起自捷運西門站縮短至板橋車站 （页面存档备份，存于） |
| 新北 | 704               | 八里－捷運台北橋站                           | 三重客運          | 新北市跨區幹線公車 前身為1971年7月15日開通的公路客運八里－北門，1998年7月31日改號為704；全數配置低底盤                                                                                 |
| 新北 | 704（區間車）     | 八里－捷運蘆洲站                             | 三重客運          | 全數配置低底盤與704正線配車共用 |
| 新北 | 705               | 三峽－西門                                   | 臺北客運          | 新北市跨區幹線公車 1. 行經土城中央路、板橋四川路、新板橋站、埔墘、光復橋 2. 行經捷運 板南線頂埔站、永寧站、板橋站、龍山寺站、西門站 3. 全數配置低底盤                                  |
| 新北 | 706               | 三峽－西門                                   | 臺北客運          | 新北市跨區幹線公車 1. 行經土城區金城路、中和連城路、永和中山路 2. 行經捷運 板南線頂埔站、永寧站、土城站、西門站、 中和新蘆線頂溪站 3. 全數配置低底盤                                   |
| 新北 | 707               | 三峽－松山機場                               | 臺北客運          | 原275副線，於110年4月1日改號，全數配置低底盤 |
| 聯營 | 711               | 汐止－圓環                                   | 中興巴士          | 直行南京東西路，全數配置低底盤 |
| 新北 | 712               | 樹林俊興街－捷運亞東醫院站                   | 三重客運          | 108年6月25日通車，全數配置低底盤 |
| 新北 | 712（副線）       | 樹林俊興街－土城醫院                         | 三重客運          | 例假日停駛，全數配置低底盤 |
| 新北 | 716               | 淡水─野柳 台灣好行－皇冠北海岸線             | 淡水客運          | 原862（皇冠北海岸線）路 |
| 新北 | 731               | 三鶯轉運站－鶯歌火車站                       | 大南汽車          | |
| 聯營 | 756               | 淡江大學－北門                               | 指南客運          | 原公路客運2056線，直行承德路，全數配置低底盤，2012.1.1改編 |
| 聯營 | 757               | 淡海－北門                                   | 指南客運          | 三段票收費，原公路客運1504線，直行重慶北路，全數配置低底盤，2015.5.1改編 |
| 聯營 | 758               | 五股－麟光                                   | 指南客運          | 原公路客運1503線，全數配置低底盤，2021.5.1改編 |
| 新北 | 760               | 林口轉運站－南勢國小                         | 三重客運          | 2021年10月15日起闢駛，林口轉運站接駁車 |
| 新北 | 778               | 三峽－白雞                                   | 臺北客運          | 原公路客運1078線，全數配置低底盤，2012.1.1改編 |
| 新北 | 779               | 三峽－新店                                   | 臺北客運          | 原公路客運1079線，全數配置低底盤，2012.1.1改編 |
| 新北 | 780               | 雙溪車站－盤山坑                             | 國光客運          | 原公路客運1730線，二段票收費，2012.7.1改編 |
| 新北 | 781               | 雙溪車站－長源                               | 國光客運          | 原公路客運1731線，一段票收費，2012.7.1改編 |
| 新北 | 782               | 雙溪車站－長源                               | 國光客運          | 原公路客運1732線，一段票收費，2012.7.1改編 |
| 新北 | 783               | 五股－臺北北門                               | 三重客運          | 行經新泰路，原公路客運1203線，部分配置低底盤，2013.1.1改制 |
| 新北 | 785               | 觀音山－臺北北門                             | 三重客運          | 原公路客運1205線，2013.1.1改制 |
| 新北 | 786               | 華亞園區－板橋                               | 三重客運          | 原公路客運1206線，2013.1.1改制 |
| 新北 | 786（區間車）     | 華亞園區－捷運新莊站                         | 三重客運          | 105年9月12日通車 |
| 新北 | 787               | 瑞芳－基隆                                   | 基隆客運          | 原公路客運1012線，二段票收費，全數配置低底盤 |
| 新北 | 787（瑞芳工業區） | 瑞芳－基隆                                   | 基隆客運          | 原公路客運1012線﹝經瑞芳工業區﹞，二段票收費，全數配置低底盤 |
| 新北 | 788               | 基隆－金瓜石                                 | 基隆客運          | 新北市跨區幹線公車 原公路客運1013線，2012.7.15改編，全數配置低底盤，經九份，部分班次延駛水湳洞                                                                                         |
| 新北 | 788（區間車）     | 基隆－瑞芳                                   | 基隆客運          | 新北市跨區幹線公車 109.04.23開通，全數配置低底盤 |
| 新北 | 788（海科館）     | 基隆－金瓜石                                 | 基隆客運          | 103.8.1開通，經海科館、新豐街，全數配置低底盤，經九份 |
| 新北 | 789               | 國家新城－崁腳                               | 基隆客運          | 原公路客運1021線，三段票收費，101.7.15改編，全數配置低底盤 |
| 新北 | 789（區間車）     | 基隆火車站－北基新城                         | 基隆客運          | 兩段票收費，106.11.10通車，部分班次延駛圳頭，全數配置低底盤 |
| 新北 | 790               | 基隆－金山南勢                               | 基隆客運 淡水客運 | 原公路客運1022線，全數配置低底盤，101.7.15改編 |
| 新北 | 790（漁港）       | 基隆－金山南勢                               | 基隆客運 淡水客運 | 原公路客運1022線，全數配置低底盤，101.7.15改編 |
| 新北 | 791               | 國家新城－福隆                               | 基隆客運          | 新北市跨區幹線公車 原公路客運1052線，101.7.15改編，全數配置低底盤 |
| 新北 | 791（區間車）     | 國家新城－瑞芳                               | 基隆客運          | 新北市跨區幹線公車 原公路客運1051線，全數配置低底盤 |
| 新北 | 791（貢寮）       | 國家新城－瑞芳                               | 基隆客運          | 新北市跨區幹線公車 原公路客運1051線，全數配置低底盤 |
| 新北 | 791（貢寮衛生）   | 國家新城－瑞芳                               | 基隆客運          | 新北市跨區幹線公車 原公路客運1051線，全數配置低底盤 |
| 新北 | 793               | 樹林－動物園                                 | 臺北客運          | 原公路客運1073線，二段票收費，102.1.1改編，配置2輛低底盤 |
| 新北 | 795               | 木柵－平溪 木柵－十分寮 台灣好行－木柵平溪線 | 臺北客運          | 新北市跨區幹線公車 原公路客運1076線，台灣好行木柵平溪線，全數配置低底盤，102.1.1改編；114.7.1調整文山區頭端動線                                                                        |
| 新北 | 796               | 木柵－捷運中和站                             | 臺北客運          | 原公路客運1080線，全數配置低底盤，102.1.1改編；114.7.1調整文山區頭端動線並縮駛捷運中和站                                                                                               |
| 新北 | 797               | 五股－臺北                                   | 指南客運          | 全數配置低底盤，101.5.1改編 |
| 新北 | 799               | 樹林－臺北                                   | 指南客運          | 經由樹林大安路，原公路客運1508，101.5.1改編，全數配置低底盤 |

### 800～899
| 類別 | 路線編號        | 營運區間                       | 經營業者            | 備註 |
| ---- | --------------- | ------------------------------ | ------------------- | --- |
| 新北 | 800             | 樹林－捷運輔大站               | 指南客運            | 原公路客運1509，103年12月15日起由福星國小縮駛至輔大，全數配置低底盤                                                  |
| 新北 | 801             | 五股－松山機場                 | 指南客運            | 直行成泰路、明志路、新莊中正路、三重重新橋，全數配置低底盤                                                           |
| 新北 | 802             | 三峽－捷運新埔站               | 首都客運            | 全數配置低底盤 |
| 新北 | 802（區間車）   | 新莊－捷運新埔站               | 首都客運            | 全數配置低底盤 |
| 新北 | 803             | 五股－松山機場                 | 指南客運            | 行經貿商二村、泰林路、三重中山橋，全數配置低底盤                                                                     |
| 新北 | 805             | 土城－五股                     | 台北客運 三重客運   | 全數配置低底盤 |
| 新北 | 806             | 板橋－蘆洲                     | 台北客運 三重客運   | 全數配置低底盤 |
| 新北 | 807             | 三峽國小－滿月圓               | 台北客運            | |
| 新北 | 808             | 瑞芳車站－猴硐活動中心         | 基隆客運            | |
| 新北 | 810             | 土城－迴龍(大慶蓮莊)           | 三重客運            | 板橋～輔大快速公車，經捷運府中站，全數配置低底盤                                                                     |
| 新北 | 811             | 蘆洲－聯合醫院中興院區         | 三重客運            | 全數配置低底盤 |
| 新北 | 812             | 三峽老街－捷運永寧站（經頂埔） | 台北客運            | 配置5輛低底盤←108年9月6日起縮短行駛為『三峽老街－捷運永寧站』                                                        |
| 新北 | 813             | 五股－中和                     | 指南客運 光華巴士   | 新北市跨區幹線公車 全數配置低底盤                                                                                    |
| 新北 | 813（區間車）   | 行政院新莊聯合辦公大樓－中和   | 指南客運 光華巴士   | 103年1月15日起行駛，全數配置低底盤，實際起點僅至中和區與土城區交界，例假日停駛                                       |
| 新北 | 815             | 三重商工－故宮博物院           | 中興巴士            | 行經三重區力行路，全數配置低底盤（偶爾會有一般公車、中巴支援）                                                       |
| 新北 | 816             | 三重商工－捷運士林站           | 中興巴士            | 行經中山一路、中山二路，全數配置低底盤                                                                               |
| 新北 | 817             | 汐止－五分埔                   | 新北客運            | 全數配置低底盤 |
| 新北 | 819             | 深坑－捷運七張站               | 欣欣客運            | 新北市跨區幹線公車 經自然橋、文山路，107年11月20日起延駛至捷運大坪林站，2018年3月首度配置低地板公車，全數配置低底盤  |
| 新北 | 819（副線）     | 捷運景美站－石碇高中           | 欣欣客運            | 經靜安路、北新路 |
| 新北 | 820             | 黎明技術學院－成淵高中         | 中興巴士            | 配置4輛低底盤 |
| 新北 | 821             | 古庄－天文科學館               | 中興巴士            | 原公路客運2020線，102年1月1日改編，103年9月1日起延駛至天文科學館，全數配置低底盤                                     |
| 新北 | 822             | 五股立體停車場－林口長庚醫院   | 三重客運            | 102年3月25日上路，少數行駛低底盤                                                                                     |
| 新北 | 823             | 舊莊－汐止                     | 台北客運 大都會客運 | 101年12月21日13時上路，全數配置低底盤                                                                                |
| 新北 | 824             | 歡仔園－板橋車站               | 台北客運            | 107年3月26日上路，全數配置低底盤                                                                                     |
| 新北 | 825             | 瑞芳車站－黃金博物園區         | 基隆客運            | 例假日行駛 |
| 新北 | 826             | 猴硐遊客中心－水湳洞           | 基隆客運            | 例假日行駛 |
| 新北 | 827             | 瑞芳車站－福山宮               | 基隆客運            | |
| 新北 | 835             | 新北產業園區－台大醫院         | 三重客運            | 部分配置低底盤 |
| 新北 | 836             | 捷運淡水站－漁人碼頭           | 指南客運            | 淡水古蹟園區遊園公車，全數配置低底盤                                                                                 |
| 新北 | 837             | 新春街－福德里                 | 淡水客運            | 例假日行駛至漁人碼頭                                                                                                 |
| 新北 | 837（副線）     | 捷運淡水站－福德里             | 淡水客運            | 原新北市新巴士F107線                                                                                                 |
| 新北 | 837（區間車）   | 捷運淡水站－竹圍               | 淡水客運            | 原新北市新巴士F108線                                                                                                 |
| 新北 | 838             | 黎明技術學院－捷運關渡站       | 指南客運            | 全數配置低底盤 |
| 新北 | 839             | 達觀社區－捷運新店站           | 大南汽車            | |
| 新北 | 839（耕莘）     | 達觀社區－耕莘醫院             | 大南汽車            | |
| 新北 | 842             | 新莊－捷運新埔站               | 首都客運            | 行經建福路，全數配置低底盤（偶爾會有支援車）                                                                         |
| 新北 | 843             | 樹林－捷運府中站               | 台北客運            | 行經樹林大安路，全數配置低底盤                                                                                       |
| 新北 | 845             | 新莊－捷運新埔站               | 首都客運 台北客運   | 行經幸福路，全數配置低底盤                                                                                           |
| 新北 | 846             | 瑞芳車站－平溪車站             | 基隆客運            | |
| 新北 | 847             | 樹林－板橋                     | 指南客運            | 經仁愛新村、板橋福星里，部分班次行駛貴興路，不經仁愛新村、板橋福星里，全數配置低底盤（偶爾有847區間車車輛支援）      |
| 新北 | 847（區間車）   | 樹林－捷運亞東醫院站           | 指南客運            | 全數配置低底盤 |
| 新北 | 848             | 台北區監理所－板橋公車站       | 台北客運            | 少數行駛低底盤 |
| 新北 | 849             | 烏來－臺北車站                 | 新店客運            | 新北市跨區幹線公車 直行羅斯福路，原公路客運1601改號，三段票收費                                                      |
| 新北 | 849（屈尺社區） | 烏來－臺北車站                 | 新店客運            | 新北市跨區幹線公車 直行羅斯福路，原公路客運1601改號，三段票收費                                                      |
| 新北 | 851             | 北大社區－鶯歌高職             | 台北客運            | 經客家文化園區、鶯歌車站、尖山國中，部分班次延駛至恩主公醫院                                                         |
| 新北 | 852             | 三峽姑娘廟－樹林濟安宮         | 台北客運            | 經柑園、山佳國小、大同國小、樹林高中                                                                                 |
| 新北 | 853（跳蛙）     | 三芝→捷運紅樹林站              | 淡水客運            | 原三芝→捷運紅樹林跳蛙式公車路線賦予編號 2015年4月13日新線上路，例假日停駛 單向行駛直達路線、跳蛙停靠，全數配置低底盤 |
| 新北 | 854             | 華亞園區－寶林路               | 三重客運            | 經捷運林口站、林口三井out let，全數配置低底盤                                                                        |
| 新北 | 856             | 瑞芳車站－馬崗                 | 基隆客運            | 台灣好行黃金福隆線，全數配置低底盤                                                                                   |
| 新北 | 857             | 淡海－板橋                     | 三重客運            | 新北市跨區幹線公車 前身為1986年7月1日開通的公路客運「淡海-板橋」，2009年6月改號為1202，全數配置低底盤                |
| 新北 | 858             | 樹林－林口長庚醫院             | 三重客運            | 原公路客運1208 |
| 新北 | 859             | 泰山－樹林                     | 三重客運            | 全數配置低底盤 |
| 新北 | 860             | 淡水－經台2線－三芝            | 淡水客運            | 新北市跨區幹線公車 原公路客運1260，全數配置低底盤                                                                    |
| 新北 | 861             | 淡水－三芝馬偕醫學院           | 淡水客運            | 原公路客運1261 二段票收費，全數配置低底盤                                                                            |
| 新北 | 862             | 淡水－基隆                     | 淡水客運 基隆客運   | 新北市跨區幹線公車 原公路客運1262 全數配置低底盤 八段票收費                                                          |
| 新北 | 863             | 淡水－金山                     | 淡水客運            | 原公路客運12632012年7月1日起實施五段票收費，全數配置低底盤                                                           |
| 新北 | 864             | 三芝－捷運劍潭站               | 淡水客運            | 原公路客運12642012年7月1日起實施四段票收費，全數配置低底盤                                                           |
| 新北 | 865             | 淡水－茂林                     | 淡水客運            | 原公路客運1265 |
| 新北 | 866             | 淡水－內橫山                   | 淡水客運            | 原公路客運1266 |
| 新北 | 867             | 淡水－尖山湖                   | 淡水客運            | 原公路客運1267，全數配置低底盤                                                                                       |
| 新北 | 867（區間車）   | 淡水－石門                     | 淡水客運            | 僅行駛淡水往石門單程                                                                                                 |
| 新北 | 868             | 新春街－小坪頂                 | 淡水客運            | 原公路客運1268 |
| 新北 | 869             | 淡水－高爾夫山莊               | 淡水客運            | 原公路客運1269 |
| 新北 | 870             | 捷運淡水站－忠山               | 淡水客運            | 原公路客運1270，全數配置低底盤                                                                                       |
| 新北 | 871             | 捷運淡水站－行忠堂             | 淡水客運            | 原公路客運1271 |
| 新北 | 871（中山北路） | 捷運淡水站－行忠堂             | 淡水客運            | 原公路客運1271 |
| 新北 | 872             | 捷運淡水站－中泰               | 淡水客運            | 原公路客運1272，全數配置低底盤                                                                                       |
| 新北 | 872（中山北路） | 捷運淡水站－中泰               | 淡水客運            | 原公路客運1272，全數配置低底盤                                                                                       |
| 新北 | 872（正德國中） | 捷運淡水站－中泰               | 淡水客運            | 原公路客運1272，全數配置低底盤                                                                                       |
| 新北 | 873             | 捷運淡水站－中和里             | 淡水客運            | 原公路客運1273，全數配置低底盤                                                                                       |
| 新北 | 873（正德國中） | 捷運淡水站－中和里             | 淡水客運            | 原公路客運1273，全數配置低底盤                                                                                       |
| 新北 | 874             | 捷運淡水站－大湖               | 淡水客運            | 原公路客運1274，全數配置低底盤                                                                                       |
| 新北 | 875             | 捷運淡水站－北新莊             | 淡水客運            | 原公路客運1275，全數配置低底盤                                                                                       |
| 新北 | 876             | 捷運淡水站－三芝               | 淡水客運            | 原公路客運1276，全數配置低底盤                                                                                       |
| 新北 | 877             | 捷運淡水站－石門               | 淡水客運            | 原公路客運1277 |
| 新北 | 878             | 八里－捷運淡水站               | 淡水客運            | 原公路客運1278，全數配置低底盤                                                                                       |
| 新北 | 878（區間車）   | 八里－馬偕醫院                 | 淡水客運            | 原新北市新巴士F125線，全數配置低底盤與878正線配車共用                                                                |
| 新北 | 879             | 馬偕醫學院－關渡               | 淡水客運            | 原公路客運1279，全數配置低底盤                                                                                       |
| 新北 | 880             | 樹林－淡海                     | 指南客運            | 新北市跨區幹線公車 原公路客運1510，全數配置低底盤，與883共用                                                         |
| 新北 | 881             | 捷運淡水站－淡海               | 指南客運            | 原公路客運1513，全數配置低底盤                                                                                       |
| 新北 | 882             | 捷運紅樹林站－三芝馬偕醫學院   | 淡水客運            | 原公路客運1282，全數配置低底盤                                                                                       |
| 新北 | 883             | 淡海－捷運丹鳳站               | 指南客運            | 配置低底盤 |
| 新北 | 885             | 三峽－捷運新埔站               | 首都客運            | 原公路客運1575（三峽－圓環），2013年5月1日起縮駛至捷運頭前庄站，全數配置低底盤                                       |
| 新北 | 886             | 瑞芳－龍洞灣公園               | 基隆客運            | 原公路客運1001 |
| 新北 | 886（區間車）   | 瑞芳－水湳洞                   | 基隆客運            | |
| 新北 | 889             | 三峽－捷運亞東醫院站           | 台北客運            | 全數配置低底盤 ，於103年1月19日起，縮線至捷運亞東醫院站。                                                            |
| 新北 | 890             | 汐止－烘內                     | 新北客運            | 原公路客運1190，部分配置低底盤                                                                                       |
| 新北 | 891             | 金瓜石－保民堂                 | 基隆客運            | 金水浪漫號〖2012年5月28日開通〗                                                                                      |
| 新北 | 894             | 淡海新市鎮－捷運淡水站         | 淡水客運            | 2017年9月開通，原紅38區間車改號                                                                                      |
| 新北 | 895             | 南勢角－捷運公館站             | 欣欣客運            | 2013年4月15日開通，2015年3月1日從大鵬新城改線自南勢角發車                                                            |
| 新北 | 896             | 烘內－南港車站                 | 新北客運            | 原聯營51線，因移轉後與新北51重號，於2014年1月1日改制，部分配置低底盤                                                 |
| 新北 | 897             | 景文科技大學－板橋區           | 指南客運            | 2014年11月19日開通，2015年11月23日起延駛至景文科技大學。例假日停駛。全數配置低底盤                                   |
| 新北 | 897（區間車）   | 景文科技大學－捷運景安站       | 指南客運            | 自2016年6月1日通車，全數配置低底盤                                                                                   |
| 新北 | 898             | 樹林中正路－林口長庚醫院       | 三重客運            | 2015年4月28日開通，配置1輛低底盤                                                                                     |
| 新北 | 899             | 捷運蘆洲站－捷運新北產業園區站 | 三重客運            | 2017年2月16日開通，全數配置低底盤                                                                                    |

### 900～999（快速公車／先導公車）
※本表中的902～967外，232快、605快、快速公車（景美女中－榮總）也是快速公車
※本表中的902～967適用《雙北公車轉乘優惠》。
| 類別 | 路線編號        | 立位 | 營運區間                            | 經營業者                   | 備註 |
| ---- | --------------- | ---- | ----------------------------------- | -------------------------- | --- |
| 聯營 | 902             |      | 麟光－捷運石牌站                    | 指南客運                   | 直行敦化南、北路，行經大直 全數配置低底盤 |
| 聯營 | 902（區間車）   |      | 麟光－松山機場                      | 指南客運                   | 直行敦化南、北路 全數配置低底盤 |
| 聯營 | 903             |      | 東湖－捷運忠孝復興站                | 欣欣客運                   | |
| 聯營 | 905             | O    | 錦繡－民生社區                      | 指南客運                   | 直行敦化南、北路，行經水源快速道路，全數配置35輛低底盤公車 |
| 聯營 | 905（副線）     | O    | 錦繡－民生社區                      | 指南客運                   | 直行敦化南、北路，行經新店安和路、中安大橋、水源快速道路，全數配置低底盤 |
| 新北 | 906             | O    | 錦繡山莊-松山機場                   | 新店客運                   | 直行敦化南、北路，行經水源快速道路、中央新村 |
| 聯營 | 907             | X    | 萬華－汐止                          | 欣欣客運                   | 行經國道3號 |
| 聯營 | 907（通勤）     | X    | 萬華－汐止 公館－汐止               | 欣欣客運                   | 行經國道3號 |
| 新北 | 908             | X    | 三峽－捷運景安站                    | 台北客運                   | 行經國道3號 |
| 新北 | 908（延駛）     | X    | 三峽－捷運景安站                    | 台北客運                   | 延駛中華路，行經國道3號 |
| 新北 | 909             | O    | 錦繡山莊-松山機場                   | 新店客運                   | 直行敦化南、北路，行經玫瑰中國城社區、北新路、新店中華路、水源快速道路 配置10輛低底盤 |
| 新北 | 910             | X    | 三峽－捷運府中站                    | 台北客運                   | 行經國道3號 |
| 聯營 | 912             | O    | 深坑－捷運市政府站                  | 指南客運                   | 行經信義快速道路，全數配置低底盤 |
| 新北 | 913             | O    | 錦繡山莊-松山機場                   | 新店客運                   | 直行敦化南、北路，行經新店安和路、中安大橋、水源快速道路，原新北市公車906副，2015年5月1日改編 全數配置低底盤 |
| 聯營 | 915             | O    | 景美－捷運市政府站                  | 欣欣客運                   | 行經信義快速道路，配置5輛低底盤 |
| 新北 | 916             | X    | 三峽－捷運永寧站                    | 台北客運 首都客運          | 行經國道3號 |
| 新北 | 917             | X    | 鶯歌－捷運永寧站                    | 台北客運                   | 行經國道3號 |
| 新北 | 918             | X    | 泰山（黎明技術學院）－新店          | 指南客運 中興巴士          | 行經台64線快速公路，部分班次繞駛耕莘醫院，中興巴士配低底盤 |
| 新北 | 918（區間車）   | O    | 泰山（黎明技術學院）－板橋          | 中興巴士                   | 於2020年12月18日起闢駛，經板橋車站、配置低地版公車服務 |
| 新北 | 919             | O    | 五堵－捷運忠孝復興站                | 新北客運                   | 行經環東大道 |
| 新北 | 920             | X    | 林口－板橋                          | 台北客運                   | 行經國道1號 |
| 新北 | 920（副線）     | X    | 林口轉運站－捷運府中站              | 台北客運                   | 行經國道1號、2021年10月15日闢駛 |
| 新北 | 920（A線）      | X    | 林口－板橋                          | 台北客運                   | 行經國道1號、往程不經林口長庚醫院，府中站後返程續接920回林口 |
| 新北 | 921             | X    | 三峽北大社區－捷運景安站            | 台北客運                   | 行經北大社區、國道3號 |
| 新北 | 922             | X    | 三峽北大社區－捷運永寧站            | 台北客運                   | 行經北大社區、國道3號 |
| 新北 | 923             | X    | 坪林－捷運新店站                    | 新店客運                   | 新北市跨區幹線公車 行經國道3號、文山路、國道5號（渭水高） |
| 新北 | 925             | X    | 林口－蘆洲                          | 台北客運                   | 行經國道1號 |
| 新北 | 925（A線）      | X    | 林口－蘆洲                          | 台北客運                   | 行經國道1號、往不經林口長庚醫院，返程接925回林口 |
| 新北 | 927             | X    | 三重－中山路－八里                  | 首都客運 三重客運 淡水客運 | 行經台64線快速公路、捷運徐匯中學站。 |
| 新北 | 927（台北港）   | X    | 三重－中山路－八里                  | 首都客運 三重客運 淡水客運 | 行經台64線快速公路、捷運徐匯中學站。 |
| 新北 | 928             | X    | 三重－中華路－八里                  | 淡水客運 三重客運          | 行經台64線快速公路、捷運徐匯中學站。 |
| 新北 | 930             | X    | 青潭－板橋                          | 新店客運                   | 行經臺64線快速公路 |
| 新北 | 930（延駛）     | X    | 大崎腳－板橋                        | 新店客運                   | 行經臺64線快速公路 |
| 新北 | 932             | X    | 三峽北大社區－板橋                  | 台北客運                   | 行經北大社區、國道3號、台65線快速公路。 |
| 新北 | 932（國教院）   | X    | 三峽北大社區－板橋                  | 台北客運                   | 行經北大社區、國道3號、台65線快速公路。 |
| 新北 | 933             | X    | 三重－動物園                        | 中興巴士 指南客運          | 行經台64線快速公路、新北環快（新北大橋）、三重中正南北路，全數配置低底盤。 |
| 新北 | 935             | O    | 錦繡－台北市政府                    | 新店客運                   | 行經水源快速道路 ，配置9輛低底盤。 |
| 新北 | 936             | X    | 師大林口校區－捷運圓山站            | 三重客運                   | 新北市跨區幹線公車 行經國道1號 |
| 新北 | 936（A線）      | X    | 林口－捷運圓山站                    | 三重客運                   | 新北市跨區幹線公車 行經國道1號，往程不經長庚醫院，圓山站後接936回林口 |
| 新北 | 937             | X    | 林口－捷運圓山站                    | 大都會客運                 | 行經國道1號 |
| 新北 | 937（副線）     | X    | 林口轉運站－捷運圓山站              | 大都會客運                 | 行經國道1號、2021年10月15日闢駛 |
| 新北 | 937（A線）      | X    | 林口－捷運圓山站                    | 大都會客運                 | 行經國道1號，往程不經長庚醫院，圓山站後接937回林口 |
| 新北 | 938             | O    | 五股－捷運台大醫院站                | 指南客運                   | 行經台1線高架橋，原二段票路線改為一段票路線，全數配置低底盤 |
| 新北 | 939             | X    | 三峽北大社區－臺北市政府            | 台北客運                   | 行經水源快速道路、國道3號，2012年6月27日開通，部分班次繞使國家教育研究院。 |
| 新北 | 939（副線）     | X    | 鶯歌火車站－臺北市政府              | 台北客運                   | 行經水源快速道路、國道3號，2018年9月28日開通，僅尖峰時段行駛。 |
| 新北 | 939（跳蛙）     | O    | 三峽北大社區－臺北市政府            | 台北客運                   | 行經水源快速道路、國道3號，2016年10月2日開通 例假日停駛 |
| 新北 | 940             | X    | 三峽－捷運府中站                    | 臺北客運                   | 前身為2012年4月25日闢駛之916副線（中埔、八張地區快速專車）。 2013年3月4日改號為940。 2014年5月6日改道延駛至捷運府中站。行經國道三號、台65線。 |
| 新北 | 941             | X    | 三峽－新店                          | 臺北客運                   | 行經國道3號，2013年7月1日通車 |
| 新北 | 943             | X    | 三峽－臺北大學（臺北校區）          | 臺北客運                   | 行經國道3號、水源快速道路、捷運台電大樓站、建國高架，2013年9月16日通車 臺北大學三峽與臺北校區接駁車 |
| 新北 | 945             | X    | 林口－松山機場                      | 三重客運                   | 行經國道一號，2013年12月20日通車 |
| 新北 | 946             | X    | 林口－內湖科學園區                  | 三重客運                   | 行經國道一號，2013年12月20日通車 |
| 新北 | 946（副線）     | X    | 林口－內湖科學園區                  | 三重客運                   | 行經國道一號、南勢街，2013年12月20日通車 |
| 新北 | 947             | O    | 淡水－板橋                          | 指南客運 淡水客運          | 行經台64線、五股成泰路，2014年9月6日通車，指南客運配低底盤。 |
| 新北 | 948             | X    | 林口－板橋                          | 臺北客運                   | 行經台65線，2014年2月17日通車 |
| 聯營 | 949             | X    | 深坑－捷運古亭站                    | 指南客運                   | 行經國道三甲，2014年3月29日起通車，全數配置低底盤 |
| 聯營 | 950             | O    | 中和－內湖科技園區                  | 中興巴士                   | 行經環東快速道路，由原「內科通勤專車1」改制，2014年4月15日通車；例假日停駛，全數配置低底盤 |
| 新北 | 951             | X    | 新店－汐止                          | 中興巴士 指南客運          | 行經國道三號、捷運南港展覽館站，於2014年10月14日起通車 |
| 新北 | 952             | X    | 板橋－南崁                          | 首都客運 桃園客運          | 行經國道一號、台65線，2014年12月29日通車，配置2輛大復康 |
| 新北 | 953             | X    | 金山－台大資訊大樓                  | 基隆客運                   | 行經萬里、基隆市安樂區、國道一號、建國高架、大安。 |
| 新北 | 953（區間車）   | X    | 金山－台北科技大學                  | 基隆客運                   | 行經萬里、基隆市安樂區、國道一號、建國高架、台北科技大學，2017年9月15日通車 |
| 聯營 | 955             | O    | 汐止－捷運劍南路站                  | 新北客運                   | 行經環東大道，經捷運南港展覽館站，2016年7月1日通車 |
| 聯營 | 957             | O    | 淡水－捷運劍南路站                  | 淡水客運 指南客運          | 行經洲美快速道路，2016年11月28日通車 |
| 新北 | 958             |      | 捷運新北產業園區站－先嗇宮站        | 三重客運                   | 2017年2月16日起通車，經五工一路 |
| 新北 | 959             |      | 捷運新北產業園區站－先嗇宮站        | 三重客運                   | 2017年2月16日起通車，經頭前國中 |
| 新北 | 960             |      | 捷運新莊站－捷運泰山站              | 三重客運                   | 2017年2月16日起通車，全數配置低底盤 |
| 新北 | 963             | X    | 八里－板橋                          | 指南客運 淡水客運          | 2018年6月30日起通車，行經五股、台64線，上午三班次為直達車（往程不經五股郵局－中興路三段間、返程不經立體停車場－成州郵局間各站位，由五股一交流道上下台64線快速道路），全數配置低底盤 |
| 新北 | 965             | X    | 板橋－金瓜石 台灣好行－九份金瓜石線 | 臺北客運                   | 2018年9月10日起通車，段次收費【最高六段票】，行經國道高速公路及快速道路路段時不提供站位，平日.假日均有提供服務。本車行經：捷運府中站（府中路）、板橋公車站、萬華車站、捷運西門站、捷運北門站、瑞芳火車站（區民廣場）、九份老街、金瓜石（黃金博物館）,可於跳蛙公車APP預約                                     |
| 新北 | 966             | X    | 林口竹林山觀音寺－臺北車站          | 三重客運                   | 原公路客運1210線，2020/06/28改編，二段票收費，行經國道一號 |
| 新北 | 966（副線）     | X    | 林口轉運站－臺北車站                | 三重客運                   | 2021年10月15日闢駛，二段票收費，行經國道一號 |
| 新北 | 966（A線）      | X    | 林口竹林山觀音寺－臺北車站          | 三重客運                   | 原公路客運1210線，二段票收費，行經國道一號 |
| 新北 | 967             | X    | 長庚大學／桃園酒廠－臺北市政府      | 三重客運                   | 原公路客運1211線，2020/06/28改編，二段票收費，行經國道一號、行天宮及松山機場等站。 |
| 新北 | 967（副線）     | X    | 林口轉運站－仁愛敦化路口            | 三重客運                   | 2021年10月15日闢駛，二段票收費，行經國道一號、行天宮及松山機場等站。 |
| 新北 | 967（直達車）   | X    | 長庚大學－臺北市政府                | 三重客運                   | 原公路客運1211線，2020/06/28改編，二段票收費，行經國道一號、行天宮及松山機場等站。 |
| 新北 | 981             |      | 北大社區－鶯歌                      | 臺北客運                   | 新北市跨區幹線公車 經恩主公醫院、鶯歌火車站、鳳鳴國中 原「新北三鶯線先導公車」，於2015年1月1日賦予路線編號。 全數配置低底盤 2020年5月11日起延駛至鳳鳴國中 2020年9月1日再次調整行駛路線為北大社區至鶯歌 |
| 新北 | 982             |      | 新莊－新店                          | 首都客運 大都會客運        | 新北市跨區幹線公車 經新北產業園區、中央合署辦公大樓 原「新北環狀線先導公車」，於2015年1月1日賦予路線編號。 含區間車、直達車 行經捷運桃園機場捷運新莊副都心站、 環狀線新北產業園區站、幸福站、頭前庄站、新埔民生站、板橋站、板新站、中原站、橋和站、中和站、景安站、景平站、秀朗橋站、大坪林站 全數配置低底盤 |
| 新北 | 982（區間車）   |      | 新莊聯合辦公大樓－捷運新埔站        | 首都客運 大都會客運        | 新北市跨區幹線公車 經新北產業園區、中央合署辦公大樓 原「新北環狀線先導公車」，於2015年1月1日賦予路線編號。 含區間車、直達車 行經捷運桃園機場捷運新莊副都心站、 環狀線新北產業園區站、幸福站、頭前庄站、新埔民生站 全數配置低底盤                                                                             |
| 新北 | 982（直達車）   |      | 新莊聯合辦公大樓－捷運大坪林站      | 首都客運 大都會客運        | 新北市跨區幹線公車 經中央合署辦公大樓 原「新北環狀線先導公車」，於2015年1月1日賦予路線編號。 含區間車、直達車 停靠中央合署辦公大樓、捷運頭前庄站、捷運新埔站、捷運大坪林站 全數配置低底盤 |
| 新北 | 982（直達新埔） |      | 新莊聯合辦公大樓－捷運新埔站        | 首都客運 大都會客運        | 新北市跨區幹線公車 經中央合署辦公大樓 原「新北環狀線先導公車」，於2015年1月1日賦予路線編號。 含區間車、直達車 停靠中央合署辦公大樓、捷運頭前庄站、捷運新埔站 全數配置低底盤 全數配置低底盤 |
| 新北 | 983             |      | 淡海新市鎮－捷運關渡站              | 淡水客運                   | 經捷運紅樹林站、捷運竹圍站 原「新北淡海線先導公車」，於2015年1月1日賦予路線編號。 全數配置低底盤 最早為紅18路 |
| 新北 | 985             |      | 新莊－捷運龍山寺站                  | 三重客運                   | 原「新北萬大線先導公車」，於2015年1月1日賦予路線編號。 行經捷運 新莊線輔大站、 板南線海山站、龍山寺站、 環狀線中和站 全數配置低底盤 |

### 1000+（里程收費公車）
| 類別 | 路線編號 | 營運區間       | 經營業者 | 備註                     |
| ---- | -------- | -------------- | -------- | ------------------------ |
| 臺北 | 1717     | 臺北車站－金山 | 皇家客運 | 里程計費，部分配置低底盤 |

## 文字編號路線

### 幹線公車
※除本表外，57、99、264、624、637、656、657、704、704（區間車）、705、706、788、788（區間車）、788（海科館）、791、791（區間車）、795、813、819、849、857、860、862、880、923、936、936A、981、982、橘5、藍15、紅22、藍22、藍38也是幹線公車(此部分請參看新北市市區公車條目)
| 類別 | 路線編號     | 營運區間                                   | 經營業者          | 備註 |
| ---- | ------------ | ------------------------------------------ | ----------------- | --- |
| 聯營 | 和平幹線     | 萬芳社區－衡陽路                           | 大都會客運        | 原15路線 直行和平東路 全數配置21輛低底盤公車 一段票收費                                                                               |
| 聯營 | 復興幹線     | 建國北路－景美                             | 大都會客運        | 原74路線 直行復興南路、復興北路 全數配置26輛低底盤公車 一段票收費                                                                     |
| 聯營 | 中山幹線     | 天母－青年公園                             | 光華巴士          | 原220路線 直行中山北路 實際起點為職能發展學院二，去回程於中山北路七段雙向站位均辦客，請注意行駛方向 全數配置31輛低底盤公車 兩段票收費 |
| 聯營 | 忠孝幹線     | 蘆洲－松山車站                             | 三重客運          | 原232副線路線 直行忠孝東路、忠孝西路 全數配置30輛低底盤公車 兩段票收費                                                                |
| 聯營 | 羅斯福路幹線 | 捷運動物園站－臺北車站                     | 欣欣客運          | 原236路線 行經興隆路、羅斯福路 全數配置25輛低底盤公車 兩段票收費                                                                      |
| 聯營 | 仁愛幹線     | 五福新村－南港花園社區                     | 臺北客運          | 原263路線 直行仁愛路 全數配置28輛低底盤公車 兩段票收費                                                                                |
| 聯營 | 承德幹線     | 新北投－捷運市政府站                       | 大南汽車          | 原266路線 直行承德路 全數配置50輛低底盤公車 兩段票收費                                                                                |
| 聯營 | 敦化幹線     | 麟光新村－榮總                             | 大都會客運        | 原285路線 直行敦化南路、敦化北路 全數配置37輛低底盤公車 兩段票收費                                                                    |
| 聯營 | 內湖幹線     | 東湖－衡陽路                               | 大都會客運        | 原287路線 行經台北市內湖區 全數配置33輛低底盤公車 兩段票收費                                                                          |
| 聯營 | 民生幹線     | 麥帥新城－圓環                             | 首都客運          | 原518路線 直行民生東路、民生西路 全數配置33輛低底盤公車 一段票收費                                                                    |
| 聯營 | 信義幹線     | 捷運昆陽站－臺北車站                       | 首都客運          | 原588路線 直行信義路 全數配置30輛低底盤公車 一段票收費 本路線最早番號為信義新幹線                                                     |
| 聯營 | 重慶幹線     | 去程捷運石牌站－天母－東園；返程東園－天母 | 大都會客運        | 原601路線 直行重慶北路 全數配置36輛低底盤公車 兩段票收費                                                                              |
| 聯營 | 東環幹線     | 松德站－捷運劍南路站                       | 大都會客運        | 原綠16 全數配置低底盤 部分班次繞駛堤頂大道、新湖三路 首條於例假日停駛的幹線公車                                                       |
| 聯營 | 北環幹線     | 北士科－中華科技大學                       | 光華巴士 大有巴士 | 原620路線 行經環狀線北環段士林區路線 光華巴士配置23輛低底盤，大有巴士全數配置低底盤 兩段票收費                                        |
| 聯營 | 松江新生幹線 | 青潭－復興北村                             | 新店客運          | 原642路線 直行松江路、新生南路，返程行經民權東路 全數配置30輛低底盤公車 兩段票收費                                                    |
| 聯營 | 基隆路幹線   | 大崎腳－捷運市政府站                       | 新店客運          | 原650路線 行經北新路、基隆路 全數配置31輛低底盤公車 兩段票收費                                                                        |
| 聯營 | 南京幹線     | 南港高工－圓環                             | 首都客運          | 原棕9路線 直行南京東路、南京西路 全數配置33輛低底盤公車 一段票收費                                                                    |
| 聯營 | 南環幹線     | 新店－台北市政府                           | 台北客運          | 原綠1 行經信義快速道路，部分班次延駛新店區安康路 全數配置低底盤 兩段票收費                                                            |
| 聯營 | 民權幹線     | 南港－臺北橋                               | 首都客運          | 原紅32路線 直行民權東路、民權西路 全數配置30輛低底盤公車 一段票收費                                                                   |

### 快速公車
| 類別 | 路線編號 | 營運區間       | 經營業者 | 備註                                          |
| ---- | -------- | -------------- | -------- | --------------------------------------------- |
| 聯營 | 快速公車 | 景美女中－榮總 | 欣欣客運 | 例假日停駛 兩段票收費，分段緩衝區為捷運公館站 |

## 捷運接駁及先導公車路線
※除以下路線外，981～985也是捷運先導公車路線。

### 棕線接駁公車 （文湖線）
| 類別 | 路線編號     | 營運區間                       | 經營業者 | 備註 |
| ---- | ------------ | ------------------------------ | -------- | --- |
| 聯營 | 棕1          | 松山車站－松山機場             | 首都客運 | 全數配置低底盤 實際起點為「行善舊宗路口」 |
| 聯營 | 棕2          | 萬芳社區－景美女中             | 欣欣客運 | 全數配置低底盤 |
| 聯營 | 棕3          | 富德－萬美社區                 | 欣欣客運 | 行經動物園、政大、木柵市場、捷運木柵站、萬芳社區 |
| 聯營 | 棕5          | 萬芳社區－指南宮               | 東南客運 | |
| 聯營 | 棕6          | 富德－捷運市政府站             | 欣欣客運 | 行經信義快速道路。2005年（民國94年）5月14日路線延長至市政府，部分配置低底盤                                                                                      |
| 新北 | 棕7          | 新店－台北市政府               | 臺北客運 | 行經信義快速道路，部分班次行駛至綠野香坡 2005年5月14日延駛市政府，後於2014年7月1日轉為新北市區公車。 兩段票收費，全數配置低底盤一車雙機                          |
| 聯營 | 棕10         | 捷運大湖公園站－捷運南京復興站 | 東南客運 | 全數配置低底盤 |
| 聯營 | 棕11         | 富德－捷運公館站               | 欣欣客運 | |
| 聯營 | 棕11（副線） | 富德－興福國中                 | 欣欣客運 | 行經政大二街、政大三街 |
| 聯營 | 棕12         | 景美－客家文化主題公園         | 欣欣客運 | 原本行駛至客家文化主題公園（原兒童交通博物館），於2013年（民國102年）4月18日延駛至青年公園，而後延駛青年公園之路線分出，於2013年（民國102年）8月17日改號為棕22。 |
| 聯營 | 棕13         | 雙溪－捷運大直站               | 首都客運 | 全數配置低底盤 |
| 聯營 | 棕15         | 富德－貓空                     | 欣欣客運 | 2005年（民國94年）5月14日曾通往市政府。 |
| 聯營 | 棕18         | 政治大學－捷運市政府站         | 欣欣客運 | 行經信義快速道路。2017年10月20日起部分班次延駛松山車站。 |
| 聯營 | 棕19         | 大湖山莊－捷運昆陽站           | 東南客運 | |
| 聯營 | 棕20         | 內湖科技園區－故宮博物院       | 大南汽車 | 部分班次繞駛美堤碼頭。 |
| 聯營 | 棕21         | 政大里－捷運市政府             | 欣欣客運 | 例假日停駛，行經信義快速道路，2018年（民國107年）11月19日起繞駛指南宮（兆如安養中心發車），其餘為不繞駛指南宮路線，2018年（民國107年）11月19日改為政大一發車     |
| 聯營 | 棕22         | 景美－青年公園                 | 欣欣客運 | 原棕12延駛青年公園之路線分出，於2013年（民國102年）8月17日改號。                                                                                                 |

### 紅線接駁公車 （淡水信義線）
| 類別 | 路線編號       | 營運區間                       | 經營業者          | 備註                                                                                        |
| ---- | -------------- | ------------------------------ | ----------------- | ------------------------------------------------------------------------------------------- |
| 聯營 | 紅2            | 汐止社－捷運圓山站             | 光華巴士          | 全數配置低底盤                                                                              |
| 聯營 | 紅3            | 社子－臺北花市                 | 光華巴士          | 全數配置低底盤 因台北花市搬遷至內湖區新湖三路之故，原路線改為區間車 僅限周六行駛 兩段票收費 |
| 聯營 | 紅3（區間車）  | 社子－內湖科技園區             | 光華巴士          | 全數配置低底盤 台北花市搬遷前之原始路線 兩段票收費                                          |
| 聯營 | 紅5            | 陽明山－捷運劍潭站             | 大都會客運        | 部分配置低底盤 部分時段繞駛中國文化大學校區內                                               |
| 聯營 | 紅7            | 捷運劍潭站－社子               | 首都客運          |                                                                                             |
| 聯營 | 紅7（區間車）  | 社子－捷運劍潭站               | 首都客運          | 全數配置低底盤（偶爾會有一般公車支援）                                                      |
| 聯營 | 紅9            | 蘆洲－捷運劍潭站               | 三重客運          |                                                                                             |
| 聯營 | 紅10           | 台北海洋科技大學－捷運劍潭站   | 光華巴士          | 全數配置低底盤                                                                              |
| 聯營 | 紅10（區間車） | 社子－捷運劍潭站               | 光華巴士          | 全數配置低底盤 2019年8月17日起闢駛                                                          |
| 聯營 | 紅12           | 科學教育館－捷運石牌站         | 中興巴士          | 全數配置低底盤                                                                              |
| 新北 | 紅13           | 八里－捷運關渡站               | 淡水客運          | 行經八仙樂園、十三行博物館、八里左岸、八里渡船頭，全數配置低底盤                            |
| 聯營 | 紅15           | 天母－社子                     | 中興巴士          | 行經捷運士林站，全數配置低底盤                                                              |
| 聯營 | 紅19           | 天母－捷運石牌站               | 光華巴士          | 全數配置低底盤 平常日07:00班次返程停靠「天母國中」                                          |
| 新北 | 紅22           | 八里－捷運關渡站               | 淡水客運          | 新北市跨區幹線公車 行經八仙樂園、台北港、八里左岸、八里渡船頭，全數配置低底盤               |
| 新北 | 紅23           | 漁人碼頭－慈濟志業中心         | 三重客運          |                                                                                             |
| 聯營 | 紅25           | 南港－捷運北門站               | 首都客運          | 直行南京東、西路，行經麥帥一橋，全數配置低底盤                                              |
| 聯營 | 紅25（區間車） | 南港－捷運南京復興站           | 首都客運          | 直行至南京東路復興北路口，行經麥帥一橋，全數配置低底盤                                      |
| 新北 | 紅26           | 漁人碼頭－捷運淡水站           | 指南客運          | 全數配置低底盤                                                                              |
| 新北 | 紅27           | 捷運淡水站－淡江大學（側門外） | 指南客運          | 配置10輛低底盤                                                                              |
| 新北 | 紅28           | 捷運淡水站－淡江大學（正門內） | 淡水客運          |                                                                                             |
| 新北 | 紅28（直達車） | 捷運淡水站－淡江大學           | 淡水客運          | 直行鄧公路                                                                                  |
| 聯營 | 紅29           | 新湖二路－捷運民權西路站       | 東南客運          | 直行民權東、西路，配置13輛低底盤                                                            |
| 聯營 | 紅30           | 故宮－捷運劍潭站               | 中興巴士          | 經故宮博物院院區（配合故宮開放時間營運），全數配置低底盤                                    |
| 聯營 | 紅31           | 捷運大湖公園站－捷運民權西路站 | 三重客運          | 直行民權東、西路，配置11輛低底盤                                                            |
| 聯營 | 紅33           | 葫蘆寺－中興醫院               | 首都客運          |                                                                                             |
| 聯營 | 紅35           | 關渡碼頭－臺北藝術大學         | 大南汽車          | 行經捷運關渡站、臺北城市科技大學                                                            |
| 聯營 | 紅35(區間車)   | 捷運關渡站－北藝大游泳館       | 大南汽車          | 行經捷運關渡站、臺北城市科技大學                                                            |
| 新北 | 紅36           | 新春街－捷運淡水站             | 淡水客運          |                                                                                             |
| 新北 | 紅37           | 正德國中－捷運淡水站           | 淡水客運          | 配置3輛低底盤 部分班次行經海洋都心 部分班次繞駛淡水商工                                     |
| 新北 | 紅38           | 淡海新市鎮－捷運淡水站         | 淡水客運          |                                                                                             |
| 新北 | 紅39           | 新春街－捷運淡水站             | 淡水客運          | 配置2輛低底盤                                                                               |
| 聯營 | 紅50           | 內湖－捷運圓山站               | 首都客運          | 2011年5月2日起通車，全數配置低底盤                                                          |
| 新北 | 紅51           | 淡海新市鎮－捷運淡水站         | 淡水客運          | 2011年5月22日起通車                                                                         |
| 新北 | 紅53           | 淡海新市鎮－捷運淡水站         | 淡水客運          | 原紅39（副線）（延駛至淡海新市鎮）之路線分出，於2022年8月3日改號。                          |
| 聯營 | 紅55           | 臺北藝術大學－捷運關渡站       | 大南汽車          | 2013年8月28日起通車                                                                         |
| 聯營 | 紅55（區間車） | 臺北城市科技大學－捷運關渡站   | 大南汽車          | 2013年8月28日起通車，例假日停駛                                                             |
| 聯營 | 紅57           | 捷運科技大樓站－捷運行天宮站   | 首都客運 台北客運 | 直行建國南北路，2013年11月24日開通，部分配置低底盤                                          |
| 聯營 | 紅68           | 捷運芝山站－北投士林科技園區   | 首都客運          | 2018年8月15日開通                                                                           |

### 綠線接駁公車 （松山新店線）
| 類別 | 路線編號      | 營運區間                         | 經營業者 | 備註                                                                                     |
| ---- | ------------- | -------------------------------- | -------- | ---------------------------------------------------------------------------------------- |
| 新北 | 綠2左         | 景美女中－中永和                 | 欣欣客運 | 中永和區段為綠2右之反向，景平路→成功路，2017年9月26日首度配置低地板公車。 配置10輛低底盤 |
| 新北 | 綠2右         | 景美女中－中永和                 | 欣欣客運 | 中永和區段為綠2左之反向，成功路→景平路，2017年9月26日首度配置低地板公車。 配置10輛低底盤 |
| 新北 | 綠3           | 花園新城－中和                   | 新店客運 |                                                                                          |
| 新北 | 綠5           | 大崎腳－中正環河路口（大鵬華城） | 新店客運 | 全數配置低底盤低底盤                                                                     |
| 新北 | 綠6           | 美之城－中和                     | 新店客運 | 全數配置低底盤低底盤                                                                     |
| 新北 | 綠7           | 黎明清境－捷運大坪林站           | 新店客運 | 全數配置低底盤低底盤                                                                     |
| 新北 | 綠8           | 台北小城－中和                   | 新店客運 | 全數配置低底盤低底盤                                                                     |
| 新北 | 綠9           | 大香山－慈濟醫院                 | 大南汽車 |                                                                                          |
| 新北 | 綠9（副線）   | 大香山－耕莘醫院                 | 大南汽車 |                                                                                          |
| 新北 | 綠9（區間車） | 大香山－北新國小                 | 大南汽車 | 部分班次從大千豪景發車或不經大千豪景                                                     |
| 新北 | 綠10          | 景文科技大學－捷運大坪林站       | 新店客運 | 全數配置低底盤                                                                           |
| 聯營 | 綠11          | 萬芳社區－台電大樓               | 東南客運 | 部分班次行經公訓正門                                                                     |
| 新北 | 綠12          | 坪林－捷運新店站                 | 新店客運 | 行經北宜公路 原1602縮短至捷運新店站後改號 兩段票收費                                     |
| 新北 | 綠13          | 青潭─公館                        | 新店客運 | 兩段票收費，全數配置低底盤低底盤                                                         |
| 新北 | 綠15          | 綠野香坡－捷運大坪林站           | 新店客運 | 全數配置低底盤低底盤                                                                     |
| 聯營 | 綠17          | 大稻程碼頭－東園                 | 首都客運 | 2014年11月15日開通（大稻程碼頭－捷運龍山寺站），自2016年9月24日起延長到東園站            |

### 橘線接駁公車（中和新蘆線）
| 類別 | 路線編號     | 營運區間                   | 經營業者   | 備註                                                                                    |
| ---- | ------------ | -------------------------- | ---------- | --------------------------------------------------------------------------------------- |
| 新北 | 橘1          | 錦繡－捷運景安站           | 指南客運   | 全數配置低底盤                                                                          |
| 新北 | 橘2          | 中和站－秀山國小           | 台北客運   | 全數配置低底盤一車雙機                                                                  |
| 新北 | 橘3          | 中和站－捷運頂溪站         | 台北客運   |                                                                                         |
| 新北 | 橘5          | 板橋國中－捷運景安站       | 台北客運   | 新北市跨區幹線公車 行經衛生福利部雙和醫院，全數配置低底盤                               |
| 新北 | 橘9          | 錦繡－雙和醫院             | 指南客運   | 行經彩蝶別墅、部立雙和醫院，全數配置低底盤                                              |
| 新北 | 橘10         | 泰山－捷運三民高中站       | 指南客運   | 行經永安大橋，自2014年（民國103年）4月1日起延駛至捷運三民高中站 全數配置低底盤          |
| 新北 | 橘12         | 二重－捷運三重國小站       | 首都客運   |                                                                                         |
| 新北 | 橘13         | 三重－五股                 | 首都客運   | 行經捷運徐匯中學站、五股五福路，全數配置低底盤                                          |
| 新北 | 橘16         | 三重－捷運三民高中站       | 中興巴士   | 經捷運蘆洲站                                                                            |
| 新北 | 橘17         | 新莊中原路－捷運三民高中站 | 大都會客運 | 經捷運蘆洲、三民高中，自2014年由新北產業園區延駛至行政院新莊聯合辦公大樓 部分配置低底盤 |
| 新北 | 橘18         | 蘆洲－五華街               | 大都會客運 | 行經捷運三民高中、徐匯中學站，部分班次繞駛福隆街                                        |
| 新北 | 橘19         | 五股－三重                 | 三重客運   | 直行五股成泰路、經三民路、新北高中、捷運蘆洲、三民高中、徐匯中學站 全數配置低底盤       |
| 新北 | 橘19（副線） | 五股－三重                 | 三重客運   | 繞行五股芳洲一路、經三民路、新北高中、捷運蘆洲、三民高中、徐匯中學站 全數配置低底盤     |
| 新北 | 橘20         | 觀音山－蘆洲               | 三重客運   | 行經捷運蘆洲、三民高中站                                                                |
| 新北 | 橘21         | 迴龍－新北產業園區         | 三重客運   | 行經樂生療養院、頭前國中、捷運新莊、輔大站                                              |
| 新北 | 橘22         | 瓊林－捷運新莊站           | 三重客運   | 行經大眾廟、民安國小、捷運新莊、輔大站                                                  |
| 新北 | 橘25         | 蘆洲－捷運三重國小站       | 三重客運   | 行經永安南路、中正北路                                                                  |
| 新北 | 橘26         | 樹林－捷運迴龍站           | 三重客運   | 2012年12月18日正式上路，因捷運迴龍站通車，路線縮短至捷運迴龍站                          |

### 藍線接駁公車 （板南線）
| 類別 | 路線編號       | 營運區間                                 | 經營業者          | 備註 |
| ---- | -------------- | ---------------------------------------- | ----------------- | --- |
| 新北 | 藍1            | 蘆洲－台北車站                           | 三重客運          | 全數配置低底盤 |
| 新北 | 藍2            | 新莊－捷運台大醫院站                     | 首都客運          | 全數配置低底盤 |
| 聯營 | 藍5            | 吳興街－捷運市政府站                     | 大都會客運        | 經挹翠山莊 去程：吳興街調度站－挹翠山莊－松仁路（站位）－捷運市政府站；返程：捷運市政府站－松仁路（站位）－挹翠山莊－吳興街調度站           |
| 聯營 | 藍7            | 故宮－捷運市政府站                       | 光華巴士          | 於2011年11月1日調整行經松信路，配置低底盤                                                                                                   |
| 聯營 | 藍7(副線)      | 故宮－捷運市政府站                       | 光華巴士          | 原藍7繞駛行善路，於2011年11月1日調整行經松信路低底盤                                                                                        |
| 聯營 | 藍10           | 民生社區－南港花園社區                   | 首都客運          | 全數配置低底盤一車雙機 |
| 新北 | 藍15           | 汐止－捷運昆陽站                         | 中興巴士          | 新北市跨區幹線公車 全數配置低底盤 |
| 新北 | 藍17           | 五福新村－捷運永寧站                     | 台北客運          | 行經 板橋： 民生路、文化路 中和： 莒光路 土城： 明德路、延和路、金城路、承天路 行經捷運 板南線永寧站土城站、新埔站、江子翠站 全數配置低底盤 |
| 新北 | 藍18           | 中和－新莊                               | 台北客運 首都客運 | 全數配置低底盤 |
| 聯營 | 藍20（區間車） | 南港車站－捷運劍南路站                   | 光華巴士          | 全數配置低底盤；實際起點為南港高工 |
| 新北 | 藍21           | 社后福德路－捷運南港站                     | 光華巴士          | 行經汐止區中興路，全數配置低底盤 |
| 新北 | 藍21（副線）   | 汐止社－南港車站                         | 光華巴士          | 行經汐止區南陽街，全數配置低底盤，2012年3月28日起行駛                                                                                       |
| 新北 | 藍22           | 汐止－南港花園社區                       | 新北客運          | 新北市跨區幹線公車 兩段票收費，全數配置低底盤                                                                                               |
| 新北 | 藍23           | 社－捷運昆陽站                           | 光華巴士          | 行經汐止區樟樹一、二路，全數配置低底盤 |
| 聯營 | 藍25           | 中華科技大學－捷運昆陽站                 | 大有巴士          | 部分班次行駛低底盤 |
| 聯營 | 藍26           | 舊宗路－捷運市政府站                     | 三重客運          | |
| 聯營 | 藍27           | 內湖－捷運市政府站                       | 大南汽車          | 部分配置低底盤 |
| 聯營 | 藍28           | 興隆站－東園                             | 欣欣客運          | 配置1輛低底盤 |
| 聯營 | 藍29           | 東園－聯合醫院中興院區                   | 欣欣客運          | |
| 新北 | 藍31           | 五福新村－後埔                           | 台北客運          | 實際終點為板橋後站 |
| 新北 | 藍32           | 南雅站－新北板橋公車站－聯合醫院板橋院區 | 台北客運          | |
| 新北 | 藍33           | 五福新村－捷運板橋站                     | 台北客運          | |
| 新北 | 藍35           | 歡仔園－捷運新埔站                       | 台北客運          | |
| 聯營 | 藍36           | 汐止社－捷運昆陽站                       | 首都客運          | 全數配置低底盤 |
| 新北 | 藍37           | 迴龍－捷運板橋站                         | 三重客運          | 全數配置低底盤 |
| 新北 | 藍38           | 樹林－捷運板橋站                         | 三重客運          | 新北市跨區幹線公車 全數配置低底盤 |
| 新北 | 藍39           | 社－南港車站                             | 光華巴士          | 全數配置低底盤 |
| 新北 | 藍39（副線）   | 汐止社－南港車站                         | 光華巴士          | 行經汐止區樟樹一路，全數配置低底盤，2012年3月1日起行駛                                                                                      |
| 新北 | 藍40           | 華克山莊－捷運土城站                     | 台北客運          | |
| 新北 | 藍41           | 捷運海山站－捷運永安市場站               | 基隆客運          | 實際上起站為『員福里（基隆客運土城站）』，全數配置低底盤，2017年11月16日起延駛至捷運永安市場站                                              |
| 新北 | 藍41（延和路） | 捷運海山站－捷運永安市場站               | 基隆客運          | 實際上起站為『員福里（基隆客運土城站）』，全數配置低底盤，2017年11月16日起延駛至捷運永安市場站                                              |
| 新北 | 藍43           | 三峽柑園－捷運永寧站                     | 台北客運          | ←部分班次延駛土城南天母地區，少數班次行駛低底盤                                                                                             |
| 新北 | 藍44           | 樹林－捷運永寧站                         | 台北客運          | ←平日部分班次延駛土城南天母地區，配置1輛低底盤                                                                                              |
| 新北 | 藍45           | 成福－捷運永寧站                         | 台北客運          | 全數配置低底盤 |
| 新北 | 藍46           | 二鬮－捷運頂埔站                         | 台北客運          | 每車可搭載一輛自行車，全數配置低底盤 |
| 聯營 | 藍50           | 新湖二路－捷運昆陽站                     | 東南客運          | 全數配置低底盤 |
| 聯營 | 藍51           | 捷運昆陽站－安泰里                       | 東南客運          | |

### 輕軌先導公車 （淡海輕軌）
| 類別 | 路線編號 | 營運區間               | 經營業者 | 備註                                                                                        |
| ---- | -------- | ---------------------- | -------- | ------------------------------------------------------------------------------------------- |
| 新北 | 藍海2線  | 淡海新市鎮－捷運淡水站 | 淡水客運 | 連結紅毛城、滬尾砲台與部分淡海輕軌綠山線車站、淡海新市鎮等，2019年2月2日通車 全數配置低底盤 |

### 輕軌接駁公車 （安坑輕軌）
| 類別 | 路線編號  | 營運區間               | 經營業者            | 備註                                       |
| ---- | --------- | ---------------------- | ------------------- | ------------------------------------------ |
| 新北 | 安坑1號線 | 二叭子植物園－台北小城 | 臺北客運 大都會客運 | 安坑輕軌接駁公車、2023年02月10日起通車營運 |
| 新北 | 安坑2號線 | 黎明清境－玫瑰中國城   | 臺北客運 大都會客運 | 安坑輕軌接駁公車、2023年02月10日起通車營運 |
| 新北 | 安坑3號線 | 綠野香坡－安忠路       | 臺北客運 大都會客運 | 安坑輕軌接駁公車、2023年02月10日起通車營運 |
| 新北 | 安坑5號線 | 五城社區－耕莘安康院區 | 臺北客運 大都會客運 | 安坑輕軌接駁公車、2023年02月10日起通車營運 |
| 新北 | 安坑6號線 | 安泰路－輕軌雙城站     | 指南客運            | 安坑輕軌接駁公車、2023年02月10日起通車營運 |

## 小型公車路線
| 類別                                                                                    | 路線編號                   | 營運區間                                                                        | 經營業者 | 備註                                                          |
| --------------------------------------------------------------------------------------- | -------------------------- | ------------------------------------------------------------------------------- | -------- | ------------------------------------------------------------- |
| 聯營                                                                                    | 小1                        | 內溝－中華科技大學                                                              | 東南客運 |                                                               |
| 聯營                                                                                    | 小1（區間車）              | 內溝－捷運昆陽站                                                                | 東南客運 | 部分班次繞行至康寧護專                                        |
| 聯營                                                                                    | 小2                        | 國立台灣戲曲學院－捷運市政府站                                                  | 東南客運 |                                                               |
| 聯營                                                                                    | 小2（區間車）              | 石崁－國立台灣戲曲學院                                                          | 東南客運 | 遇內湖草莓季，小2區加班車，與欣欣客運聯營                     |
| 聯營                                                                                    | 小3                        | 捷運昆陽站－翠柏新村                                                            | 東南客運 |                                                               |
| 聯營                                                                                    | 小5                        | 捷運昆陽站－光明寺                                                              | 東南客運 |                                                               |
| 聯營                                                                                    | 小5（區間車）              | 捷運昆陽站－茶葉製造示範場                                                      | 東南客運 |                                                               |
| 聯營                                                                                    | 小6                        | 北投－清天宮                                                                    | 大南汽車 | 平日部分班次回程行駛至永春橋                                  |
| 聯營                                                                                    | 小7                        | 北投－嶺頭                                                                      | 大南汽車 | 部分班次返程行經嶺腳、新民路和珠海路                          |
| 聯營                                                                                    | 小8                        | 捷運石牌站－竹子湖                                                              | 大南汽車 |                                                               |
| 聯營                                                                                    | 小8（區間車）              | 捷運石牌站－陽明山                                                              | 大南汽車 | 經嶺頭，自112年6月12日起實施                                  |
| 聯營                                                                                    | 小9（臺灣好行）            | 北投－竹子湖                                                                    | 大南汽車 | 臺灣好行竹子湖線，行經新民路                                  |
| 聯營                                                                                    | 小9（區間車）              | 北投－陽明山                                                                    | 大南汽車 | 112年9月1日起試辦                                             |
| 聯營                                                                                    | 小10                       | 萬芳社區－貓空                                                                  | 東南客運 | 2019年11月14日起改為樟山寺上山、草湳下山                      |
| 聯營                                                                                    | 小10（區間車）             | 萬芳社區－貓空                                                                  | 東南客運 | 2019年11月14日起通車，行使方式為樟山寺上山、田寮橋下山        |
| 聯營                                                                                    | 小11                       | 萬芳社區－大春山莊                                                              | 東南客運 | 部分班次繞駛至救千宮、部分班次繞行捷運七張站                  |
| 聯營                                                                                    | 小12                       | 捷運昆陽站－木柵動物園                                                          | 東南客運 |                                                               |
| 聯營                                                                                    | 小12（區間車）             | 捷運昆陽站－富德公墓                                                            | 東南客運 |                                                               |
| 聯營                                                                                    | 小14                       | 北投－照明寺（情人廟）                                                          | 大南汽車 |                                                               |
| 聯營                                                                                    | 小15                       | 捷運劍潭站－擎天崗                                                              | 首都客運 |                                                               |
| 聯營                                                                                    | 小15（區間車）             | 捷運劍潭站－菁山露營地                                                          | 首都客運 |                                                               |
| 聯營                                                                                    | 小16                       | 捷運劍潭站－公館里                                                              | 首都客運 | 部分班次繞行經永公路巷道、建賢街、菁山小鎮或陽明山國小        |
| 聯營                                                                                    | 小17                       | 捷運劍潭站－新安里                                                              | 首都客運 | 部分班次繞駛至指福宮                                          |
| 聯營                                                                                    | 小18                       | 捷運劍潭站－聖人瀑布                                                            | 首都客運 | 全數配置低底盤                                                |
| 聯營                                                                                    | 小19                       | 捷運劍潭站－平等里                                                              | 首都客運 | 部分班次繞駛至合誠寺                                          |
| 聯營                                                                                    | 小21                       | 北投－八仙里                                                                    | 大南汽車 |                                                               |
| 聯營                                                                                    | 小22                       | 捷運北投站－泉源路                                                              | 大南汽車 |                                                               |
| 聯營                                                                                    | 小23                       | 關渡碼頭－北投國小                                                              | 大南汽車 | 行經淡水自強路，埔頂地區，捷運關渡，忠義，復興崗站            |
| 聯營                                                                                    | 小25                       | 捷運北投站－六窟                                                                | 大南汽車 |                                                               |
| 聯營                                                                                    | 小26                       | 北投－頂湖                                                                      | 大南汽車 |                                                               |
| 聯營                                                                                    | 小28                       | 捷運北投站－珠海路                                                              | 大南汽車 | 2012年8月4日通車                                              |
| 聯營                                                                                    | 小30                       | 木柵路五段－自來水博物館                                                        | 東南客運 |                                                               |
| 聯營                                                                                    | 小31（懷恩專車）           | 第二殯儀館→青峰活動中心→捷運公館站→台大綜合體育館→台大資訊大樓→第二殯儀館       | 台北客運 |                                                               |
| 聯營                                                                                    | 小32（懷恩專車）           | 第二殯儀館→青峰活動中心→捷運六張犁站→黎明社教中心→芳和國中→第二殯儀館           | 台北客運 |                                                               |
| 聯營                                                                                    | 小33（懷恩專車）           | 第二殯儀館→青峰活動中心→捷運科技大樓站→大安高工→捷運忠孝復興→原線返回第二殯儀館 | 台北客運 |                                                               |
| 聯營                                                                                    | 小34（懷恩專車）           | 捷運古亭站-第二殯儀館                                                           | 台北客運 |                                                               |
| 聯營                                                                                    | 小35（懷恩專車）           | 芳蘭路-第二殯儀館                                                               | 台北客運 |                                                               |
| 聯營                                                                                    | 小36                       | 捷運石牌站－六窟                                                                | 大南汽車 | ←本線於2016年4月1日起由535線為小36線山區公車，並增加23:50班次 |
| 聯營                                                                                    | 小39（新北投溫泉文化公車） | 新北投車站-硫磺谷                                                               | 大南汽車 | 周一至周四停駛                                                |
| 註1：懷恩專車於2011年1月2日起管轄單位由［臺北市殯葬管理處］改為［臺北市公共運輸處］管轄 |                            |                                                                                 |          |                                                               |

## 市民小巴路線
| 類別 | 路線編號   | 營運區間                     | 經營業者            | 備註                                                  |
| ---- | ---------- | ---------------------------- | ------------------- | ----------------------------------------------------- |
| 聯營 | 市民小巴1  | 捷運劍潭站－風櫃嘴           | 首都客運            | 士林區市民小巴M1線；原為小型公車小27線                |
| 聯營 | 市民小巴2  | 捷運北投站－溫泉路           | 大南汽車            | 北投區市民小巴M2線                                    |
| 聯營 | 市民小巴5  | 捷運景美站－興得閱覽室       | 欣欣客運            | 文山區市民小巴M5線                                    |
| 聯營 | 市民小巴6  | 舊庄－捷運南港站             | 大都會客運 大南汽車 | 南港區市民小巴M6線；部分班次駛至山豬窟游泳池          |
| 聯營 | 市民小巴7  | 麟光新村－捷運市政府站       | 大都會客運          | 信義區市民小巴M7線                                    |
| 聯營 | 市民小巴8  | 北士科－後港里               | 光華巴士            | 士林區市民小巴M8線                                    |
| 聯營 | 市民小巴9  | 大佳河濱公園－中興醫院       | 三重客運            | 中山區市民小巴M9線                                    |
| 聯營 | 市民小巴10 | 麥帥新城－三民國中           | 首都客運            | 內湖區市民小巴M10線，全數配置低底盤                   |
| 聯營 | 市民小巴11 | 天母－捷運芝山站             | 光華巴士            | 士林區市民小巴M11線                                   |
| 聯營 | 市民小巴12 | 捷運芝山站－社子葫蘆堵       | 三重客運            | 士林區市民小巴M12線                                   |
| 聯營 | 市民小巴15 | 捷運昆陽站－捷運南港展覽館站 | 大南汽車            | 南港區市民小巴M15線，於2012年（民國101年）8月4日通車  |
| 聯營 | 市民小巴16 | 天母－捷運芝山站             | 光華巴士            | 士林區市民小巴M16線，於2018年（民國107年）5月5日通車  |
| 聯營 | 市民小巴17 | 吳興街－松山車站             | 大都會客運          | 信義區市民小巴M17線，於2023年（民國112年）6月30日通車 |
| 聯營 | 市民小巴18 | 撫遠街－松山車站             | 大都會客運          | 松山區市民小巴M18線，於2024年（民國113年）1月12日通車 |

## 通勤專車

### 一般通勤專車
| 類別 | 路線編號 | 營運區間                                                            | 經營業者   | 備註                                                                       |
| ---- | -------- | ------------------------------------------------------------------- | ---------- | -------------------------------------------------------------------------- |
| 聯營 | 通勤7    | 師大－中研院                                                        | 欣欣客運   | 例假日停駛 二段票收費                                                      |
| 聯營 | 通勤8    | 捷運士林站－陽明教養院華岡院區                                      | 大都會客運 | 例假日停駛 一段票收費                                                      |
| 聯營 | 通勤9    | 惇敘工商－蘆洲                                                      | 三重客運   | 例假日停駛 二段票收費                                                      |
| 聯營 | 通勤11   | 中和－臺北市政府                                                    | 大都會客運 | 例假日停駛 二段票收費 原市府專車中永和線，自2020年10月12日起更改路線名稱   |
| 聯營 | 通勤12   | 中和－臺北市政府                                                    | 大都會客運 | 例假日停駛 二段票收費 原市府專車中和成功線，自2020年10月12日起更改路線名稱 |
| 聯營 | 通勤13   | 新店（民族路）－台北市政府                                          | 欣欣客運   | 例假日停駛 二段票收費 原市府專車新店景美線，自2020年10月26日起更改路線名稱 |
| 聯營 | 通勤15   | 中埔山登山步道口－公訓正門                                          | 欣欣客運   | 例假日停駛 一段票收費                                                      |
| 聯營 | 通勤16   | 去程：捷運南港展覽館站－國家生技園區 返程：國家生技園區－捷運南港站 | 欣欣客運   | 例假日停駛 一段票收費                                                      |
| 聯營 | 通勤18   | 捷運港墘站－文化大學                                                | 大都會客運 | 例假日停駛 二段票收費                                                      |
| 聯營 | 通勤19   | 捷運北投站－文化大學                                                | 大南汽車   | 例假日停駛 二段票收費                                                      |
| 聯營 | 通勤21   | 富德－草湳大榕樹                                                    | 欣欣客運   | 一段票收費                                                                 |
| 聯營 | 通勤22   | 捷運古亭站－政大附中                                                | 欣欣客運   | 例假日及寒、暑假停駛 一段票收費 與通勤24互為反向路線                       |
| 聯營 | 通勤24   | 政大附中－臺北車站                                                  | 指南客運   | 例假日及寒、暑假停駛 三段票收費 與通勤22互為反向路線                       |
| 聯營 | 通勤25   | 首都客運內湖站－文化大學                                            | 首都客運   | 平常日週五，例假日及寒、暑假停駛 三段票收費                                |
| 聯營 | 通勤26   | 雙溪－士林市場                                                      | 首都客運   | 僅平常日週三行駛 三段票收費                                                |
| 聯營 | 通勤27   | 新北投－市政府                                                      | 大南汽車   | 例假日停駛 二段票收費 原市府專車士林北投線，自2023年6月12日起更改路線名稱  |
| 聯營 | 通勤28   | 重慶國中－社子國小                                                  | 光華巴士   | 例假日、寒、暑假及重慶國中校方非上課日停駛 二段票收費                      |
| 聯營 | 通勤29   | 南京公寓（捷運南京三民）－潭美公園                                  | 首都客運   | 例假日停駛 一段票收費                                                      |

### 內湖科學園區通勤專車
| 類別 | 路線編號       | 營運區間                     | 經營業者                                     | 備註                                                                 |
| ---- | -------------- | ---------------------------- | -------------------------------------------- | -------------------------------------------------------------------- |
| 聯營 | 內科快線1      | 捷運圓山站－內湖科學園區     | 首都客運 大都會客運 光華巴士 中興巴士        | 全數配置低底盤。原內科圓山線，自112年3月30日起改制                   |
| 聯營 | 內科快線2      | 捷運市政府站－內湖科技園區   | 大南汽車 光華巴士 三重客運 東南客運 台北客運 | 行經環東大道、麥帥二橋，直達車。原內科市府線，自112年3月30日起改制   |
| 聯營 | 內科通勤專車2  | 中和高中－內湖科技園區       | 中興巴士                                     | 行經新生高架道路                                                     |
| 聯營 | 內科通勤專車3  | 駕訓中心－內湖科技園區       | 大都會客運 台北客運                          | 行經新生高架道路                                                     |
| 聯營 | 內科通勤專車5  | 捷運市政府站－內湖科技園區   | 東南客運                                     | 行經環東大道                                                         |
| 聯營 | 內科通勤專車6  | 蘆洲－內湖科技園區           | 三重客運                                     | 行經市民大道、環東大道                                               |
| 聯營 | 內科通勤專車7  | 汐止－內湖科技園區           | 新北客運                                     | 行經環東大道                                                         |
| 聯營 | 內科通勤專車8  | 松山車站－內湖科技園區       | 光華巴士                                     |                                                                      |
| 聯營 | 內科通勤專車10 | 錦繡－內湖科技園區           | 指南客運                                     | 行經水源快速道路、基隆路高架道路、環東大道、麥帥二橋，全數配置低底盤 |
| 聯營 | 內科通勤專車11 | 新莊－內湖科技園區           | 大有巴士                                     | 行經三重台1線高架橋、市民大道、麥帥二橋                              |
| 聯營 | 內科通勤專車12 | 新莊－內湖科技園區           | 三重客運                                     | 行經三重台1線高架橋、市民大道、麥帥二橋                              |
| 聯營 | 內科通勤專車13 | 天母－內湖科技園區           | 大都會客運                                   |                                                                      |
| 聯營 | 內科通勤專車15 | 天母－內湖科技園區           | 光華巴士                                     |                                                                      |
| 聯營 | 內科通勤專車16 | 捷運石牌站－內湖科技園區     | 大南汽車                                     | 部分班次配置低底盤                                                   |
| 聯營 | 內科通勤專車17 | 士林－內湖科技園區           | 光華巴士                                     |                                                                      |
| 聯營 | 內科通勤專車18 | 捷運民權西路站－內湖科技園區 | 三重客運                                     | 直行民權東、西路                                                     |
| 聯營 | 內科通勤專車19 | 捷運市政府站－內湖科技園區   | 三重客運                                     | 行經民權大橋                                                         |
| 聯營 | 內科通勤專車20 | 捷運市政府站－內湖科技園區   | 大南汽車                                     | 行經環東大道、麥帥二橋                                               |
| 聯營 | 內科通勤專車21 | 板橋-內科                    | 台北客運                                     | 行經市民大道、環東大道，原956路線，於2019年11月2日改號               |

### 南港軟體園區通勤專車
| 類別 | 路線編號               | 營運區間                   | 經營業者            | 備註           |
| ---- | ---------------------- | -------------------------- | ------------------- | -------------- |
| 聯營 | 南軟通勤專車（北投線） | 新北投－南港軟體園區       | 大南汽車            | 全數配置低底盤 |
| 聯營 | 南軟通勤專車（雙和線） | 土城駕訓中心－南港軟體園區 | 臺北客運 大都會客運 | 全數配置低底盤 |
| 聯營 | 南軟通勤專車（中和線） | 中和－南港軟體園區         | 中興巴士            | 全數配置低底盤 |
| 聯營 | 南軟通勤專車（天母線） | 天母－南港軟體園區         | 光華巴士            | 全數配置低底盤 |

## 主題專車路線
| 類別 | 路線編號                   | 營運區間                 | 經營業者          | 備註 |
| ---- | -------------------------- | ------------------------ | ----------------- | --- |
| 聯營 | 貓空遊園公車（右線）       | 貓空纜車站－三玄宮       | 欣欣客運          | 配合貓空纜車營運狀況行駛 |
| 聯營 | 貓空遊園公車（動物園左線） | 富德-貓纜貓空站          | 欣欣客運          | （動物園線）2019年11月14日新增上山路線取代棕15區                                                                               |
| 聯營 | 貓空遊園公車（指南宮左線） | 貓空纜車站－貓纜指南宮站 | 欣欣客運          | （指南宮線）配合貓空纜車營運狀況行駛                                                                                           |
| 聯營 | 兒樂1號線                  | 捷運士林站－兒童新樂園   | 中興巴士 光華巴士 | （經捷運芝山站） |
| 聯營 | 兒樂2號線                  | 捷運劍潭站－兒童新樂園   | 中興巴士 光華巴士 | |
| 臺北 | 台北市雙層觀光巴士（紅線） | 臺北車站－臺北101        | 三重客運          | 直行信義路，使用開頂式雙層巴士行駛，紅線為循環觀光路線，全線均為單邊設站，除台北車站有分上下車處，其餘指定停靠站位均可上下車。 |
| 臺北 | 台北市雙層觀光巴士（藍線） | 臺北車站－故宮博物院     | 三重客運          | 使用開頂式雙層巴士行駛，藍線為觀光路線，除台北車站有分上下車處，其餘指定停靠站位均可上下車。                                   |

## 跳蛙式公車
※除本表外，853（跳蛙）、939（跳蛙）、雙園巴士也是跳蛙公車
| 類別 | 路線編號 | 預約 | 營運區間                     | 經營業者           | 備註 |
| ---- | -------- | ---- | ---------------------------- | ------------------ | --- |
| 新北 | 跳蛙公車 | O    | 淡水－南港車站               | 淡水客運           | 行經捷運淡水站、捷運紅樹林站、捷運竹圍站、洲美快速道路、國道一號，2017年3月20日開通 例假日停駛 |
| 新北 | 跳蛙公車 | O    | 汐止－臺北101                | 新北客運           | 行經汐止車站、、捷運市政府站、捷運臺北101/世貿站 例假日停駛 |
| 新北 | 跳蛙公車 | O    | 三重－內科                   | 三重客運           | 行經捷運徐匯中學站、捷運士林站 例假日停駛 |
| 新北 | 跳蛙公車 | O    | 三峽－內科                   | 台北客運           | 行經國道三號、環東大道，2018年4月23日開通 例假日停駛 2018年4月30日起，每週一可視道路情況，機動調整行車路線，改由國道三號至南港交流道轉環東大道，停靠站不變；自2018年7月6日起，新增班次，路線也統已行駛國道三號自南港交流道轉寰東大道，停靠站不變。                                                                             |
| 新北 | 跳蛙公車 | O    | 三峽－捷運台大醫院站         | 台北客運           | 行經三峽、國道三號、台65線、捷運府中站、萬華、捷運西門站、捷運台大醫院站，2016年7月1日通車，首度快速公車開放預售月票及搭乘指定班次與指定座位 例假日停駛 |
| 新北 | 跳蛙公車 | O    | 三峽北大社區－捷運永寧站     | 台北客運、首都客運 | 行經國道3號，單向行駛 例假日停駛 |
| 新北 | 跳蛙公車 | O    | 三峽－捷運府中站             | 台北客運           | 行經國道三號，二段票收費 例假日停駛 |
| 新北 | 跳蛙公車 | O    | 三峽－臺北市信義區           | 台北客運           | 行經國道三號、信義快速道路，三段票收費 例假日停駛 |
| 新北 | 跳蛙公車 | O    | 土城金城路－樹林大安路       | 三重客運           | 行經浮洲橋，2018年8月30日開通，一段票收費 例假日停駛 |
| 新北 | 跳蛙公車 | O    | 中和左岸社區－捷運頂溪站     | 台北客運           | 例假日停駛 |
| 新北 | 跳蛙公車 | O    | 中和自立路－新店             | 首都客運           | 例假日停駛 |
| 新北 | 跳蛙公車 | O    | 中和－新北板橋公車站         | 台北客運           | 例假日停駛 |
| 新北 | 跳蛙公車 | O    | 中和環河西路－永和仁愛路     | 台北客運           | 原橘3通勤直達車 例假日停駛 |
| 新北 | 跳蛙公車 | O    | 五股－內湖科技園區           | 三重客運           | 行經國道一號，2018年7月2日開通，二段票收費 |
| 新北 | 跳蛙公車 | O    | 台北小城－大坪林             | 欣欣客運           | 行經僑愛七路、達觀國中小、耕莘安康院區、捷運新店區公所站，2019年7月1日開通平日，2019年11月2日開通例假日，一段票收費 |
| 新北 | 跳蛙公車 | O    | 石門－捷運紅樹林站           | 淡水客運           | 行經聖約翰科技大學 例假日停駛 |
| 新北 | 跳蛙公車 | O    | 林口（文化三路）－捷運圓山站 | 大都會客運         | 行經國道1號，2017年11月20日開通 例假日停駛 |
| 新北 | 跳蛙公車 | O    | 林口（文化北路）－捷運圓山站 | 三重客運           | 行經國道1號 例假日停駛 |
| 新北 | 跳蛙公車 | O    | 林口－內湖科技園區           | 三重客運           | 行經、捷運林口站、國道1號、捷運西湖站、例假日停駛 |
| 新北 | 跳蛙公車 | O    | 林口－板橋                   | 台北客運           | 行經國道1號、捷運幸福站、臺北醫院、捷運頭前庄站、萬坪公園 |
| 新北 | 跳蛙公車 | O    | 林口－捷運府中站             | 台北客運           | 行經國道1號，2017年8月1日開通 例假日停駛，單向行駛直達路線、跳蛙停靠，往台北不經長庚醫院，返程依原920路線行駛原訂站位。 |
| 新北 | 跳蛙公車 | O    | 林口－捷運忠孝敦化站         | 三重客運           | 經松山機場 |
| 新北 | 跳蛙公車 | O    | 林口－捷運圓山站             | 三重客運           | 行經國道1號，2015年10月20日開通 往台北不經林口長庚醫院，返程依原936路線行駛原核定站位。 例假日停駛 |
| 新北 | 跳蛙公車 | O    | 林口－臺北車站（承德）       | 三重客運           | 經庫倫街口、成淵高中 |
| 新北 | 跳蛙公車 | O    | 林口－臺北長庚醫院           | 三重客運           | 行經國道一號，2018年7月2日開通，二段票收費 例假日停駛 |
| 新北 | 跳蛙公車 | O    | 政大附中－捷運景美站         | 欣欣客運           | 停靠政大附中、政大、忠順廟、景美女中、捷運七張站、捷運大坪林站、捷運景美站、例假日停駛 |
| 新北 | 跳蛙公車 | O    | 泰山－內湖                   | 中興巴士           | 行經國道1號、經新莊，2017年3月10日開通 例假日停駛 |
| 新北 | 跳蛙公車 | O    | 泰山－內湖（直達車）         | 中興巴士           | 不經新莊、行經國道1號，2017年3月10日開通 例假日停駛 |
| 新北 | 跳蛙公車 | O    | 捷運七張站－全球工業區       | 臺北客運           | 例假日停駛 |
| 新北 | 跳蛙公車 | O    | 捷運中和站－政大附中         | 指南客運           | 例假日停駛 |
| 新北 | 跳蛙公車 | O    | 捷運頂溪站－捷運頂埔站       | 臺北客運           | 行經永平高中、南山高中、中和高中、永豐路口、清水國小、臺灣新北地方法院、中正國中、新北高工、捷運土城站、捷運永寧站、土城國中、捷運頂埔站、頂埔國小 行駛動線同706路線 |
| 新北 | 跳蛙公車 | O    | 三峽－中和高中               | 臺北客運           | 行經介壽國小、捷運頂埔站、土城國中、捷運永寧站、捷運土城站、中正國中、永豐路口、中和高中 原中和高中學生專車，2024年11月1日轉型為跳蛙公車，二段票收費 去程行駛動線同706路線，過中和高中站（永和方向）後續行連城路，於中正路、建一路、建八路折返，返回中和高中站（土城方向）後行駛動線同707路線 配合沿線學校含、暑假、例假日停駛 |
| 新北 | 跳蛙公車 | O    | 捷運景安站－三峽台北大學     | 台北客運           | 行經國道三號，2018年7月9日開通，二段票收費 例假日停駛 |
| 新北 | 跳蛙公車 | O    | 捷運新店站－坪林             | 台北客運           | 行經國道五號、國道三號，2018年12月17日試辦，二段票收費 例假日停駛 |
| 新北 | 跳蛙公車 | O    | 捷運蘆洲站－內湖科技園區     | 大都會客運         | 行經國道一號，2019年1月21日開通，二段票收費 例假日停駛 |
| 新北 | 跳蛙公車 | O    | 淡水－內湖科技園區           | 指南客運           | 行經洲美快速道路、國道一號、內湖科技園區，2017年3月20日開通 例假日停駛，2018年11月19日起只行駛到內科 |
| 新北 | 跳蛙公車 | O    | 淡海新市鎮－板橋             | 淡水客運           | 行經台64線，2018年2月26日開通 例假日停駛，單向行駛，為民眾自創的跳蛙公車第一條 |
| 新北 | 跳蛙公車 | O    | 湯泉－大坪林                 | 欣欣客運           | 行經溪園路，2018年10月22日開通，一段票收費 |
| 新北 | 跳蛙公車 | O    | 新店（綠中海）－捷運新店站   | 台北客運           | 例假日停駛 |
| 新北 | 跳蛙公車 | O    | 新店北新路－政大一街         | 欣欣客運           | 2018年8月30日開通，二段票收費， 停靠捷運七張站、景美女中、政大、政大附中。 |
| 新北 | 跳蛙公車 | O    | 新店－汐止                   | 中興巴士           | 行經國道3號，2017年3月10日開通 例假日停駛 |
| 新北 | 跳蛙公車 | O    | 新店高中－三峽               | 台北客運           | 2018年11月26日試辦，三段票收費 例假日及寒暑假期間停駛 |
| 新北 | 跳蛙公車 | O    | 瑞芳火車站－內科             | 臺北客運           | 行經台62線、國道1號，2018年4月16日開通，四段票收費 例假日停駛 |
| 新北 | 跳蛙公車 | O    | 瑞芳火車站－內科             | 基隆客運           | 行經瑞八公路、國道1號，2018年5月23日開通，四段票收費 例假日停駛 |
| 新北 | 跳蛙公車 | O    | 瑞芳火車站－松山車站         | 臺北客運           | 行經台62線，2018年4月16日開通，四段票收費 例假日停駛 |
| 新北 | 跳蛙公車 | O    | 瑞芳火車站－松山車站         | 基隆客運           | 行經瑞八公路，2018年4月16日開通，四段票收費 |
| 新北 | 跳蛙公車 | O    | 瑞芳深澳－南港               | 基隆客運           | 六段票收費 br>例假日停駛 |
| 新北 | 跳蛙公車 | O    | 萬里－內湖科技園區           | 基隆客運           | 行經國道1號 例假日停駛 |
| 新北 | 跳蛙公車 | O    | 樹林後火車站－海洋公園       | 首都客運           | 例假日停駛 |
| 新北 | 跳蛙公車 | O    | 蘆洲－中正高中               | 中興巴士           | 行經捷運蘆洲站、捷運三民高中站、捷運徐匯中學站、捷運三和國中站 例假日停駛 |
| 新北 | 跳蛙公車 | O    | 蘆洲中正路－士林中正路       | 三重客運           | 行經捷運徐匯中學站 例假日及配合沿線停靠學校寒、暑假停駛 |
| 新北 | 跳蛙公車 | O    | 蘆洲－南港                   | 三重客運           | 行經捷運三和國中站、國道1號、捷運南港軟體園區站 例假日停駛 |
| 新北 | 跳蛙公車 | O    | 鶯歌車站－中正紀念堂         | 台北客運           | 行經國道3號、台65線、縣民大道、萬華、捷運西門站、捷運中正紀念堂站 例假日停駛 |
| 新北 | 跳蛙公車 | O    | 鶯歌車站－松山機場           | 台北客運           | 行經國道3號、水源快速道路、建國高架道路 例假日停駛 |

## 新北市新巴士
| 路線編碼                        | 營運區間                                                                                            | 經營業者                         | 備註 | 路線圖                                                                                          |  |
| ------------------------------- | --------------------------------------------------------------------------------------------------- | -------------------------------- | --- | ----------------------------------------------------------------------------------------------- |  |
| 新北F101                        | 坪頂－樹興                                                                                          | 淡水客運（淡水區公所招標）       | 原淡水區免費社區巴士1號線 | F101 （页面存档备份，存于）                                                                     |  |
| 新北F102                        | 忠寮－樹興                                                                                          | 淡水客運（淡水區公所招標）       | 原淡水區免費社區巴士藍2號線                                                                                                  | F102 （页面存档备份，存于）                                                                     |  |
| 新北F103                        | 忠寮－忠山                                                                                          | 淡水客運（淡水區公所招標）       | 原淡水區免費社區巴士紅2號線（途經楓樹湖）                                                                                    | F103 （页面存档备份，存于）                                                                     |  |
| 新北F105                        | 興仁－忠山                                                                                          | 淡水客運（淡水區公所招標）       | 原淡水區免費社區巴士3號線 | F105 （页面存档备份，存于）                                                                     |  |
| 新北F106                        | 興仁－屯山（海線）                                                                                  | 淡水客運（淡水區公所招標）       | 原淡水區免費社區巴士9號線 | F106 （页面存档备份，存于）                                                                     |  |
| 新北F109                        | 北投－埤島                                                                                          | 淡水客運（淡水區公所招標）       | 原淡水區免費社區巴士6號線 | F109 （页面存档备份，存于）                                                                     |  |
| 新北F121                        | 八里國小正門－樂山療養院                                                                            | 小馬通運（八里區公所招標）       | 原八里區免費社區巴士下罟長坑線                                                                                               | F121 （页面存档备份，存于）                                                                     |  |
| 新北F122                        | 八里國小－荖阡坑                                                                                    | 小馬通運（八里區公所招標）       | 原八里區免費社區巴士荖阡坑線                                                                                                 | F122 （页面存档备份，存于）                                                                     |  |
| 新北F123-0640/1205/1550/1555    | 廖添丁廟－米倉國小/廖添丁廟－八里國中                                                               | 小馬通運（八里區公所招標）       | 原八里區免費社區巴士大堀湖－米倉線                                                                                           | F123 （页面存档备份，存于）                                                                     |  |
| 新北F126                        | 廖添丁廟－長庚醫院                                                                                  | 小馬通運（八里區公所招標）       | 原八里區免費社區巴士八里－林口長庚醫院線                                                                                     | F126 （页面存档备份，存于）                                                                     |  |
| 新北F126江厝                    | 廖添丁廟－長庚醫院                                                                                  | 小馬通運（八里區公所招標）       | 原八里區免費社區巴士八里－林口長庚醫院線                                                                                     | F126 （页面存档备份，存于）                                                                     |  |
| 新北F131                        | 三芝國中－十八彎路口                                                                                | 小馬遊覽（三芝區公所招標）       | | F131 （页面存档备份，存于）                                                                     |  |
| 新北F132                        | 二號倉庫－二坪頂                                                                                    | 小馬遊覽（三芝區公所招標）       | | F132 （页面存档备份，存于） F132經青山 （页面存档备份，存于）                                   |  |
| 新北F133                        | 二號倉庫－金母宮                                                                                    | 新北市三芝區區公所自行營運       | | F133平日 （页面存档备份，存于） F133末班 （页面存档备份，存于） F133假日 （页面存档备份，存于） |  |
| 新北F135                        | 三芝國中－關渡醫院-竹圍馬偕醫院                                                                     | 小馬遊覽（三芝區公所招標）       | 原三芝區公所竹圍馬偕醫療專車 自2025年1月1日起延駛至關渡醫院                                                                  | F135 （页面存档备份，存于）                                                                     |  |
| 新北F136                        | 三芝國中-參觀台                                                                                     | 小馬遊覽（三芝區公所招標）       | | F136 （页面存档备份，存于）                                                                     |  |
| 新北F137                        | 三芝國中－新光醫院                                                                                  | 小馬遊覽（三芝區公所招標）       | 經淡水馬偕醫院、關渡醫院、臺北榮總、振興醫院、新光醫院                                                                       | F137 （页面存档备份，存于）                                                                     |  |
| 新北F138（新古庄）              | 二號倉庫-八仙宮                                                                                     | 小馬遊覽（三芝區公所招標）       | 原三芝區公所新古庄線專車 | F138新古庄                                                                                      |  |
| 新北F138（內橫山）              | 二號倉庫-內橫山（妙法寺）                                                                           | 小馬遊覽（三芝區公所招標）       | 原三芝區公所內橫山線專車 | F138內橫山 （页面存档备份，存于）                                                               |  |
| 新北 F139                       | 三芝國中－捷運淡水站                                                                                | 新北市三芝區區公所自行營運       | | F139行經101線 （页面存档备份，存于） F139行經台二線 （页面存档备份，存于）                      |  |
| 新北F151                        | 石門區公所－十塊厝                                                                                  |                                  | 原石門區公所尖鹿線、石門線、山溪線                                                                                           | F151 （页面存档备份，存于）                                                                     |  |
| 新北F151                        | 石門區公所－石門區公所                                                                              |                                  | 原石門區公所尖鹿線、石門線、山溪線                                                                                           | F151 （页面存档备份，存于）                                                                     |  |
| 新北 F152                       | 老梅－石門區公所                                                                                    |                                  | | F152 （页面存档备份，存于）                                                                     |  |
| 新北 F153                       | 石門區公所－茂林                                                                                    |                                  | | F153 （页面存档备份，存于）                                                                     |  |
| 新北 F161                       | 草里車站－馬偕醫院                                                                                  |                                  | | F161 （页面存档备份，存于）                                                                     |  |
| 新北F201                        | 新莊區公所－新莊福德宮                                                                              | 爾雅通運（新莊區公所招標）       | 新莊區免費社區巴士，經捷運輔大站，去程不經捷運新莊站，回程經捷運新莊站，原免費接駁專車福營新莊線                             | F201 （页面存档备份，存于）                                                                     |  |
| 新北F202                        | 文藝中心－新莊高中                                                                                  | 爾雅通運（新莊區公所招標）       | 新莊區免費社區巴士，原免費接駁專車中港頭前線                                                                                 | F202 （页面存档备份，存于）                                                                     |  |
| 新北F203                        | 雙鳳路福德宮－台北醫院                                                                              | 新北市新莊區公所自行營運         | 新莊區免費社區巴士，原免費醫療專車台北醫院福營新莊線                                                                         | F203 （页面存档备份，存于）                                                                     |  |
| 新北F205                        | 福興里－林口長庚醫院                                                                                | 新北市新莊區公所自行營運         | 新莊區免費社區巴士，原免費醫療專車林口長庚醫院中港頭前線                                                                     | F205 （页面存档备份，存于）                                                                     |  |
| 新北F206                        | 新泰活動中心－林口長庚醫院                                                                          | 新北市新莊區公所自行營運         | 新莊區免費社區巴士，往程，原免費醫療專車林口長庚醫院新莊線                                                                   | F206 （页面存档备份，存于）                                                                     |  |
| 新北F207                        | 福營行政中心－林口長庚醫院                                                                          | 新北市新莊區公所自行營運         | 新莊區免費社區巴士，往程，原免費醫療專車林口長庚醫院福營線                                                                   | F207 （页面存档备份，存于）                                                                     |  |
| 新北F208                        | 捷運新莊站－行政院新莊聯合辦公大樓                                                                  | 爾雅通運（新莊區公所招標）       | 新莊區免費社區巴士，2014年2月5日通車。                                                                                       | F208 （页面存档备份，存于）                                                                     |  |
| 新北F211                        | 泰山公有市場－貴和社區                                                                              | 大西洋通運（泰山區公所招標）     | 原泰山區內免費接駁公車明志線                                                                                                 | F211 （页面存档备份，存于）                                                                     |  |
| 新北F212                        | 泰山公有市場－山腳溪橋－信義街口                                                                    | 三洋通運（泰山區公所招標）       | 部分班次延駛楓江路，原泰山區內免費接駁公車泰林線                                                                             | F212 （页面存档备份，存于）                                                                     |  |
| 新北F212副                      | 泰山公有市場－貿商國宅                                                                              | 三洋通運（泰山區公所招標）       | | F212副 （页面存档备份，存于）                                                                   |  |
| 新北F213                        | 泰山公有市場－山腳溪橋－勝隆土雞城                                                                  | 三菱通運（泰山區公所招標）       | 部分班次經黎明技術學院，原泰山區內免費接駁公車大科線                                                                         | F213 （页面存档备份，存于）                                                                     |  |
| 新北F217                        | 貴和兒童公園－林口長庚醫院                                                                          | 泰山區公所自行營運               | 原泰山－林口長庚醫院免費醫療接駁車                                                                                           | F217 （页面存档备份，存于）                                                                     |  |
| 新北F218                        | 貴和兒童公園－署立臺北醫院                                                                          | 泰山區公所自行營運               | 原泰山－部立臺北醫院免費醫療接駁車                                                                                           | F218 （页面存档备份，存于）                                                                     |  |
| 新北F231                        | 林口加油站－寶林路－長庚醫院                                                                        | 日華通運（林口區公所招標）       | 原林口區免費社區巴士1號線 | F231 （页面存档备份，存于）                                                                     |  |
| 新北F232                        | 林口加油站－國際新星社區－長庚醫院                                                                  | 日華通運（林口區公所招標）       | 原林口區免費社區巴士2號線 | F232 （页面存档备份，存于）                                                                     |  |
| 新北F232副                      | 城市之洲社區－捷運林口站                                                                            |                                  | | F232副 （页面存档备份，存于）                                                                   |  |
| 新北F233                        | 水尾站－林口加油站－長庚醫院                                                                        | 日華通運（林口區公所招標）       | 經醒吾技術學院，原林口區免費社區巴士3號線                                                                                    | F233 （页面存档备份，存于）                                                                     |  |
| 新北F235                        | 瑞平國小－林口加油站－長庚醫院                                                                      | 日華通運（林口區公所招標）       | 原林口區免費社區巴士5號線 | F235 （页面存档备份，存于）                                                                     |  |
| 新北F236                        | 洪厝－林口加油站                                                                                    | 日華通運（林口區公所招標）       | 原林口區免費社區巴士6號線 | F236 （页面存档备份，存于）                                                                     |  |
| 新北F237                        | 出水坑－林口加油站                                                                                  | 日豪客運（林口區公所招標）       | 原林口區免費社區巴士7號線 | F237 （页面存档备份，存于）                                                                     |  |
| 新北F237副                      | 未來城社區－麗園國小                                                                                | 日豪客運（林口區公所招標）       | | F237副 （页面存档备份，存于）                                                                   |  |
| 新北F238                        | 林口發電廠－林口加油站                                                                              | 日豪客運（林口區公所招標）       | 經南屏橋，原林口區免費社區巴士8號線                                                                                          | F238 （页面存档备份，存于）                                                                     |  |
| 新北F239                        | 林口發電廠－林口加油站                                                                              | 日豪客運（林口區公所招標）       | 經珍珠嶺，原林口區免費社區巴士9號線                                                                                          | F239 （页面存档备份，存于）                                                                     |  |
| 新北F250                        | 太平社區－菁埔－長庚醫院                                                                            | 日華通運（林口區公所招標）       | 原林口區免費社區巴士12號線                                                                                                   | F250 （页面存档备份，存于）                                                                     |  |
| 新北F301                        | 三重區公所－二重國小－三重醫院－三重區公所                                                          |                                  | 原三重區免費社區巴士二重線                                                                                                   | F301 （页面存档备份，存于）                                                                     |  |
| 新北F302                        | 三重區公所－龍門路底                                                                                |                                  | 原三重區免費社區巴士龍濱線                                                                                                   | F302 （页面存档备份，存于）                                                                     |  |
| 新北F303                        | 三重區公所－永福街                                                                                  |                                  | 原三重區免費社區巴士永福線                                                                                                   | F303 （页面存档备份，存于）                                                                     |  |
| 新北F312                        | 蘆洲區公所－蘆洲復興路17巷口                                                                        | 新北市蘆洲區公所自行營運         | 原蘆洲區免費社區巴士水湳線                                                                                                   | F312 （页面存档备份，存于）                                                                     |  |
| 新北F317                        | 蘆洲區公所－陽明醫院                                                                                | 新北市蘆洲區公所自行營運         | 原蘆洲區免費社區巴士醫療線                                                                                                   | F317 （页面存档备份，存于）                                                                     |  |
| 新北F319                        | 蘆洲區公所－捷運三民高中站（復興路）                                                                | 新北市蘆洲區公所自行營運         | |                                                                                                 |  |
| 新北F320                        | 捷運三民高中站（復興路）－鷺江國小（民族路）                                                        | 新北市蘆洲區公所自行營運         | |                                                                                                 |  |
| 新北F501                        | 樹林－捷運板橋站                                                                                    | 台北客運                         | 原840,並增加樹林火車站（單側）,樹林區公所（單側）,板林溪北路口三站                                                           | F501 （页面存档备份，存于）                                                                     |  |
| 新北F512                        | 自強國中－捷運景安站                                                                                | 欣欣客運                         | 原中和區免費巴士 | F512 （页面存档备份，存于）                                                                     |  |
| 新北F512副                      | 烘爐地－光復國小                                                                                    | 欣欣客運                         | 平日僅行駛至橫路里站，逢農曆初二、十六及每週六、日行駛至烘爐地                                                               | F512副 （页面存档备份，存于）                                                                   |  |
| 新北F513                        | 灰瑤－秀山地區                                                                                      | 欣欣客運                         | 原中和區免費巴士 | F513 （页面存档备份，存于）                                                                     |  |
| 新北F521                        | 仁愛公園－捷運頂溪站（循環線）                                                                      | 世豪遊覽車（永和區公所招標）     | 經捷運頂溪站，原永和區免費巴士A線                                                                                            | F521 （页面存档备份，存于）                                                                     |  |
| 新北F522                        | 捷運頂溪站－環河東路（循環線）                                                                      | 永興觀光巴士（永和區公所招標）   | 原永和區免費巴士B線 | F522 （页面存档备份，存于）                                                                     |  |
| 新北F523                        | 永平國小－保順保生路口                                                                              | 大洋通運（永和區公所招標）       | 經捷運永安市場站，原永和區免費巴士C線                                                                                        | F523 （页面存档备份，存于）                                                                     |  |
| 新北F525                        | 新北市立圖書館永和民權分館－捷運永安市場站（循環線）                                                | 大洋通運（永和區公所招標）       | 經捷運永安市場站，原永和區免費巴士D線                                                                                        | F525 （页面存档备份，存于）                                                                     |  |
| 新北F526                        | 民本里－捷運永安市場站（循環線）                                                                    | 乙泰通運（永和區公所招標）       | 經捷運永安市場站，原永和區免費巴士E線                                                                                        | F526 （页面存档备份，存于）                                                                     |  |
| 新北F611                        | 大學風呂－長庚醫院桃園分院                                                                          |                                  | 經林口長庚醫院, 區間車僅行駛樹林區公所至長庚醫院桃園分院，原樹林區免費社區巴士長庚醫院線                                     | F611 （页面存档备份，存于）                                                                     |  |
| 新北F621                        | 長福停車場－長福停車場                                                                              |                                  | 循環線、經恩主公醫院，原三峽區免費社區巴士市區1線                                                                            | F621 （页面存档备份，存于）                                                                     |  |
| 新北F622                        | 長福停車場－長福停車場                                                                              |                                  | 循環線，經恩主公醫院、台北大學，原三峽區免費社區巴士市區2線                                                                  | F622 （页面存档备份，存于）                                                                     |  |
| 新北F623                        | 文化停車場－福慶宮                                                                                  |                                  | 經真善美社區，原三峽區免費社區巴士弘道線                                                                                     | F623 （页面存档备份，存于）                                                                     |  |
| 新北F625                        | 大仁路‧大勇路口－明德中學                                                                           |                                  | 原三峽區免費社區巴士二鬮線                                                                                                   | F625 （页面存档备份，存于）                                                                     |  |
| 新北F626                        | 文化停車場－湊合橋                                                                                  | 大洋通運（三峽區公所招標）       | 原三峽區免費社區巴士紫微線                                                                                                   | F626 （页面存档备份，存于）                                                                     |  |
| 新北F627                        | 大仁路‧大勇路口－五寮                                                                               |                                  | 原三峽區免費社區巴士五寮線                                                                                                   | F627 （页面存档备份，存于）                                                                     |  |
| 新北F628                        | 文化停車場－白雞行修宮                                                                              | 佳欣遊覽車客運（三峽區公所招標） | 經辭修高中、成福，原三峽區免費社區巴士湊合線                                                                                 | F628 （页面存档备份，存于）                                                                     |  |
| 新北F629                        | 文化停車場－挖子                                                                                    |                                  | 經恩主公醫院、成福、九鬮，原三峽區免費社區巴士竹崙安坑線                                                                     | F629 （页面存档备份，存于）                                                                     |  |
| 新北F630                        | 大仁路‧大勇路口－五寮                                                                               |                                  | 經恩主公醫院，原三峽區免費社區巴士長庚醫院線                                                                                 | F630 （页面存档备份，存于）                                                                     |  |
| 新北F631                        | 長福停車場－鶯歌火車站                                                                              |                                  | 經恩主公醫院、客家文化園區，原三峽區免費社區巴士鶯歌車站線                                                                   | F631 （页面存档备份，存于）                                                                     |  |
| 新北F651                        | 鶯歌火車站－加油站                                                                                  | 日華通運（鶯歌區公所招標）       | 原鶯歌區免費社區巴士二橋建德線                                                                                               | F651 （页面存档备份，存于）                                                                     |  |
| 新北F652                        | 鶯歌區公所－恩主公醫院－捷運永寧站                                                                  | 日華通運（鶯歌區公所招標）       | 原鶯歌區免費社區巴士恩主公醫療線                                                                                             | F652 （页面存档备份，存于）                                                                     |  |
| 新北F653                        | A車：鶯歌火車站－國際新城－惠隆宮－鶯歌火車站 B車：鶯歌火車站－惠隆宮－國際新城－鶯歌火車站         | 日華通運（鶯歌區公所招標）       | 原鶯歌區免費社區巴士國際新城線                                                                                               | F653 （页面存档备份，存于）                                                                     |  |
| 新北F655                        | 鶯歌區公所－長庚醫院                                                                                | 日華通運（鶯歌區公所招標）       | 原鶯歌區免費社區巴士長庚醫療線                                                                                               | F655 （页面存档备份，存于）                                                                     |  |
| 新北F656                        | 鳳吉理想社區－鶯歌火車站                                                                            | 日華通運（鶯歌區公所招標）       | 原鶯歌區免費社區巴士鳳吉理想線                                                                                               | F656 （页面存档备份，存于）                                                                     |  |
| 新北 F657                       | 昌福國小－長庚總院                                                                                  | 日華通運（鶯歌區公所招標）       | | F657 （页面存档备份，存于）                                                                     |  |
| 新北F703                        | 頂好社區－土地公廟                                                                                  | 欣欣客運                         | 行經安康路，原新店區民免費接駁公車安康山區線                                                                                 | F703 （页面存档备份，存于）                                                                     |  |
| 新店水源區塗潭線（假日）        | 捷運新店站－獅子頭山                                                                                | 大南汽車                         | 原新店區免費觀光巴士獅仔頭山線                                                                                               |                                                                                                 |  |
| 新店區水源區巴士屈尺線          | 雙溪口－捷運七張站                                                                                  | 大南汽車                         | 限當地里民搭乘 |                                                                                                 |  |
| 新店水源區龜山線                | 大桶山－捷運七張站                                                                                  | 欣欣客運                         | 使用水源回饋金營運，限當地里民搭乘，行經龜山活動中心                                                                         |                                                                                                 |  |
| 新店水源區塗潭 里線             | 紅瓦屋－捷運新店站                                                                                  | 大南汽車                         | |                                                                                                 |  |
| 新店水源區直潭 里線             | 捷運新店站－下石厝路                                                                                | 欣欣客運                         | |                                                                                                 |  |
| 新店水源區廣興線                | 平廣休閒農場－捷運七張站                                                                            | 大南汽車                         | |                                                                                                 |  |
| 新北F711                        | 深坑國小－土庫尖－昇高橋－深坑國小                                                                  | 新北市深坑區公所自行營運         | 原深坑區免費社區巴士土庫尖線                                                                                                 | F711 （页面存档备份，存于）                                                                     |  |
| 新北F712                        | 深坑國小／深坑區公所－中正橋－大崙尾                                                                | 新北市深坑區公所自行營運         | 原深坑區免費社區巴士大崙尾線                                                                                                 | F712 （页面存档备份，存于）                                                                     |  |
| 新北F713                        | 深坑國小－大坑－深坑區公所                                                                          | 新北市深坑區公所自行營運         | 原深坑區免費社區巴士大坑線                                                                                                   | F713 （页面存档备份，存于）                                                                     |  |
| 石碇永安線1                     | 石碇區公所－永安國小                                                                                |                                  | 限當地里民搭乘 |                                                                                                 |  |
| 石碇永安線2                     | 石碇區公所－柑腳                                                                                    |                                  | 限當地里民搭乘 |                                                                                                 |  |
| 石碇姑娘廟線                    | 石碇區公所－姑娘廟                                                                                  |                                  | 限當地里民搭乘 |                                                                                                 |  |
| 石碇格頭線1                     | 碧山派出所－石碇區公所／雲海國小                                                                    |                                  | 限當地里民搭乘 |                                                                                                 |  |
| 石碇格頭線2                     | 石碇區公所－雲海國小                                                                                |                                  | 限當地里民搭乘 |                                                                                                 |  |
| 石碇新興坑線                    | 石碇區公所－新興坑                                                                                  |                                  | 限當地里民搭乘 |                                                                                                 |  |
| 石碇潭邊光明線                  | 石碇區公所－小粗坑                                                                                  |                                  | 限當地里民搭乘 |                                                                                                 |  |
| 石碇豐田彭山線                  | 石碇區公所－豐田派出所／彭山活動中心                                                                |                                  | 限當地里民搭乘 |                                                                                                 |  |
| 新北F721                        | 坪林－南山寺                                                                                        | 大洋通運（坪林區公所招標）       | 原坪林區免費接駁車－南山寺線                                                                                                 | F721 （页面存档备份，存于）                                                                     |  |
| 新北F722                        | 坪林－九芎根親水公園                                                                                | 大洋通運（坪林區公所招標）       | 原坪林區免費接駁車－金瓜寮線                                                                                                 | F722 （页面存档备份，存于）                                                                     |  |
| 新北F723                        | 坪林－大林                                                                                          | 大洋通運（坪林區公所招標）       | | F723 （页面存档备份，存于）                                                                     |  |
| 烏來線                          | 烏來區公所－孝義／忠治／福山                                                                        |                                  | 限當地里民搭乘 |                                                                                                 |  |
| 新北F801                        | 瑞芳－四腳亭                                                                                        | 瑞鋐通運（瑞芳區公所招標）       | | F801 （页面存档备份，存于）                                                                     |  |
| 新北F802                        | 瑞芳－金瓜石                                                                                        |                                  | | F802 （页面存档备份，存于）                                                                     |  |
| 新北F803                        | 瑞芳－四腳亭                                                                                        |                                  | 經八分寮 | F803 （页面存档备份，存于）                                                                     |  |
| 新北F805                        | 瑞芳－和美國小                                                                                      |                                  | | F805 （页面存档备份，存于）                                                                     |  |
| 新北F806                        | 瑞芳－大福煤礦                                                                                      |                                  | | F806 （页面存档备份，存于）                                                                     |  |
| 新北F807                        | 瑞芳區內巡迴線                                                                                      |                                  | | F807 （页面存档备份，存于）                                                                     |  |
| 新北F808                        | 瑞芳－三貂嶺                                                                                        |                                  | | F808 （页面存档备份，存于）                                                                     |  |
| 新北F811                        | 澳底－雙溪－八股－灣潭                                                                              | 大千交通                         | | F811 （页面存档备份，存于）                                                                     |  |
| 新北F812                        | 牡丹－雙溪－柑腳                                                                                    | 大千交通                         | | F812 （页面存档备份，存于）                                                                     |  |
| 新北 F813                       | 雙溪車站－瑞芳車站                                                                                  |                                  | | F813 （页面存档备份，存于）                                                                     |  |
| 新北 F815                       | 雙溪火車站－灣潭                                                                                    |                                  | | F815 （页面存档备份，存于）                                                                     |  |
| 新北F821                        | 平溪－新寮大厝                                                                                      |                                  | | F821 （页面存档备份，存于）                                                                     |  |
| 新北F822                        | 平溪－東勢派出所                                                                                    |                                  | | F822 （页面存档备份，存于）                                                                     |  |
| 新北F823                        | 平溪－福隆                                                                                          | 大千交通                         | | F823 （页面存档备份，存于）                                                                     |  |
| 新北F831                        | 鶯歌石－貢寮火車站                                                                                  |                                  | | F831 （页面存档备份，存于）                                                                     |  |
| 新北F832                        | 貢寮火車站－吉林                                                                                    |                                  | | F832 （页面存档备份，存于）                                                                     |  |
| 新北F833                        | 貢寮火車站－龍崗                                                                                    |                                  | | F833 （页面存档备份，存于）                                                                     |  |
| 新北F835                        | 貢寮區公所－澳底                                                                                    |                                  | | F835 （页面存档备份，存于）                                                                     |  |
| 新北F836                        | 澳底－福連                                                                                          |                                  | | F836 （页面存档备份，存于）                                                                     |  |
| 新北F837                        | 貢寮區公所－龍洞                                                                                    |                                  | | F837 （页面存档备份，存于）                                                                     |  |
| 新北F838                        | 貢寮區公所－美豐                                                                                    |                                  | | F838 （页面存档备份，存于）                                                                     |  |
| 新北F839                        | 貢寮火車站－鼻頭里停車場                                                                            |                                  | | F839 （页面存档备份，存于）                                                                     |  |
| 新北F901                        | 汐止火車站－汐碇石頭公                                                                              | 世豪通運（汐止區公所招標）       | 原汐止區免費社區巴士橫科線                                                                                                   | F901 （页面存档备份，存于）                                                                     |  |
| 新北F902                        | 汐止火車站－逸林園                                                                                  | 大南汽車（汐止區公所招標）       | 原汐止區免費社區巴士水源線                                                                                                   | F902 （页面存档备份，存于）                                                                     |  |
| 新北F903                        | 汐止火車站－天道清修院                                                                              | 萬泰通運（汐止區公所招標）       | 逢星期三及例假日經石汐、光明路，原汐止區免費社區巴士汐碇線                                                                   | F903 （页面存档备份，存于）                                                                     |  |
| 新北F905                        | 汐止火車站－仁愛橋（－平溪）                                                                        | 世豪通運（汐止區公所招標）       | 部分班次延駛至平溪，原汐止區免費社區巴士汐平線                                                                               | F905 （页面存档备份，存于）                                                                     |  |
| 新北F907                        | A車：秀峰高中－汐止火車站－中興巴士總站－秀峰高中 B車：秀峰高中－中興巴士總站－汐止火車站－秀峰高中 | 世豪通運（汐止區公所招標）       | A車部分班次經埤內 B車全部班次不經埤內 原汐止區免費社區巴士鄉長線                                                             | F907 （页面存档备份，存于）                                                                     |  |
| 新北F909                        | 汐止火車站－八里溪谷公園（－五指山森林公園）                                                        | 萬泰通運                         | 部分班次延駛五指山森林公園，原汐止區免費社區巴士八連線                                                                       | F909 （页面存档备份，存于）                                                                     |  |
| 新北F910                        | 汐止火車站－翠柏新村                                                                                | 萬泰通運                         | 原汐止區免費社區巴士五指山線                                                                                                 | F910 （页面存档备份，存于）                                                                     |  |
| 新北F911                        | 汐止火車站－天秀宮                                                                                  | 萬泰通運                         | 部分班次延駛天秀宮，原汐止區免費社區巴士大尖山線                                                                             | F911 （页面存档备份，存于）                                                                     |  |
| 新北F912                        | A車：汐止公園－汐止火車站 B車：汐止火車站－汐止公園                                                 | 世豪通運（汐止區公所招標）       | A車全部班次不延駛光復街 B車部分班次延駛光復街 原汐止區免費社區巴士大同新五線                                                 | F912 （页面存档备份，存于）                                                                     |  |
| 新北F913                        | 崇義高中－木南煤礦（－瓏山林社區）                                                                  | 大南汽車（汐止區公所招標）       | 部分班次延駛至瓏山林社區，原汐止區免費社區巴士社后線                                                                         | F913 （页面存档备份，存于）                                                                     |  |
| 新北F915                        | 汐止公園－金龍國小                                                                                  | 大南汽車（汐止區公所招標）       | 原汐止區免費社區巴士中興線                                                                                                   | F915 （页面存档备份，存于）                                                                     |  |
| 新北F916                        | 樟樹國中－樟樹國小                                                                                  | 萬泰通運（汐止區公所招標）       | 原汐止區免費社區巴士社后樟樹區間線                                                                                           | F916 （页面存档备份，存于）                                                                     |  |
| 新北F917                        | 歡天館－金龍國小－金龍活動中心                                                                      | 萬泰通運（汐止區公所招標）       | 部分班次於金龍國小後回程，不經日月光社區及水蓮山莊，原汐止區免費社區巴士社后汐湖區間線                                       | F917 （页面存档备份，存于）                                                                     |  |
| 新北F918                        | 水蓮山莊－木南煤礦－水蓮山莊                                                                        | 萬泰通運（汐止區公所招標）       | 原汐止區免費社區巴士湖蓮線                                                                                                   | F918 （页面存档备份，存于）                                                                     |  |
| 新北F919                        | 水晶山莊－金龍國小                                                                                  | 甲天下通運（汐止區公所招標）     | | F919 （页面存档备份，存于）                                                                     |  |
| 新北F920                        | 汐止－平溪                                                                                          | 萬泰通運（汐止區公所招標）       | | F920 （页面存档备份，存于）                                                                     |  |
| 新北F921                        | 萬里區公所－金山中山堂－金山醫院                                                                    | 基隆客運                         | 部份班次經大坪國小至中山堂，部份班次至金山醫院，假日經獅頭山遊客中心、金山老街，原萬里區免費社區巴士－山海線                 | F921 （页面存档备份，存于）                                                                     |  |
| 新北F922                        | 萬里區公所－溪底                                                                                    |                                  | 部份班次經烏塗炭，部份班次經內崁，原萬里區免費社區巴士－山線                                                                 | F922 （页面存档备份，存于）                                                                     |  |
| 新北F923                        | 萬里區公所－野柳－金山醫院                                                                          | 基隆客運                         | 部份班次經仁愛之家至金山醫院，部份班次至魚澳，部份班次至金山醫院，假日經獅頭山遊客中心、金山老街，原萬里區免費社區巴士－海線 | F923 （页面存档备份，存于）                                                                     |  |
| 新北F931                        | 金山區公所－三界公廟                                                                                |                                  | | F931 （页面存档备份，存于）                                                                     |  |
| 新北F932                        | 金山區公所－金山區公所                                                                              |                                  | | F932 （页面存档备份，存于）                                                                     |  |
| 新北F933                        | 金山區公所－金青中心                                                                                |                                  | 原金山區免費社區巴士 | F933 （页面存档备份，存于）                                                                     |  |
| 註1：亞盛通運請參見亞通巴士集團 | |                                  | |                                                                                                 |  |

## 其他交通路線

### 便民路線
| 路線                                     | 營運區間 | 經營業者     | 備註                                                    |
| ---------------------------------------- | --- | ------------ | ------------------------------------------------------- |
| 直潭社區免費接駁車                       | 直潭社區－捷運新店站 | 大洋通運     |                                                         |
| 大學詩鄉社區免費接駁車                   | 大學詩鄉－捷運新店站 | 世承通運     | 路線                                                    |
| 八里療養院免費接駁車                     | 八里療養院－捷運關渡站 | 小馬通運     | 路線                                                    |
| 八里療養院免費接駁車                     | 八里療養院－捷運蘆洲站－捷運新埔站 | 小馬通運     | 路線                                                    |
| 淡江大學接駁車                           | 淡江大學－公館 | 淡水客運     | 路線                                                    |
| 國泰醫院免費接駁車                       | 國泰醫院台北院區→捷運忠孝復興站→國泰醫院台北院區 | 北安通運     | 時間表 （页面存档备份，存于）                           |
| 國泰醫院免費接駁車                       | 國泰醫院台北院區→內湖國泰診所→汐止車站→汐止國泰醫院→原線返回 | 乙泰通運     | 時間表 （页面存档备份，存于）                           |
| 國泰醫院免費接駁車                       | 國泰醫院汐止院區→汐止火車站→汐止國小→汐科北站→連興街口→汐止農會→汐止火車站→國泰醫院汐止院區 | 乙泰通運     |                                                         |
| 康橋國小接駁車                           | 康橋國小→捷運新店站 | 不明         | 路線（學生／教職員專車）                                |
| 馬偕醫院免費接駁車                       | 馬偕醫院淡水院區→捷運竹圍站→馬偕醫院淡水院區 | 文境通運     | 路線                                                    |
| 馬偕醫院免費接駁車                       | 馬偕醫院台北院區→馬偕醫院淡水院區→原線返回 | 文境通運     |                                                         |
| 榮總免費接駁車                           | 榮總中正樓→捷運石牌站→榮總中正樓 | 大洋通運     |                                                         |
| 榮總關渡醫院免費接駁車                   | 榮總→捷運唭哩岸站→關渡醫院→原線返回 | 甲天下通運   | （页面存档备份，存于）                                  |
| 關渡醫院免費接駁車                       | 關渡醫院→捷運關渡站→關渡醫院 | 大洋通運     | （页面存档备份，存于）                                  |
| 三軍總醫院捷運免費接駁車                 | 三軍總醫院內湖院區→捷運昆陽站→三軍總醫院內湖院區 | 文境通運     | [ 永久 ]                                                |
| 三軍總醫院捷運免費接駁車                 | 三軍總醫院內湖院區→捷運南港站→三軍總醫院內湖院區 | 文境通運     | [ 永久 ]                                                |
| 三軍總醫院免費接駁車                     | 三軍總醫院內湖院區→松山慈祐宮→三軍總醫院內湖院區 | 文境通運     | [ 永久 ]                                                |
| 三軍總醫院免費接駁車                     | 三軍總醫院汀洲院區→三軍總醫院內湖院區→原線返回 | 文境通運     | [ 永久 ]                                                |
| 三軍總醫院免費接駁車                     | 三軍總醫院內湖院區→三軍總醫院基隆院區→三軍總醫院正榮院區→原線返回 | 文境通運     | [ 永久 ]                                                |
| 台大醫院免費專車                         | 台大醫院總院區→台大醫院北護分院 | 台元通運     |                                                         |
| 恩主公醫院台北線免費接駁車               | 三峽恩主公醫院→辛亥路復興南路口→台北行天宮 | 恩主公醫院   |                                                         |
| 恩主公醫院三峽白雞線免費接駁車           | 三峽恩主公醫院→三峽白雞→三峽恩主公醫院 | 恩主公醫院   |                                                         |
| 恩主公醫院桃園大溪線免費接駁車           | 三峽恩主公醫院→桃園大溪慈湖路→三峽恩主公醫院 | 恩主公醫院   |                                                         |
| 和信醫院捷運免費接駁車                   | 和信醫院→捷運關渡站→和信醫院 |              |                                                         |
| 耕莘醫院新店總院免費捷運接駁車           | 耕莘醫院新店總院→民族北新路口→捷運七張站→捷運新店區公所站→捷運新店站→原線返回 | 三洋通運     |                                                         |
| 耕莘醫院新店總院免費捷運接駁車           | 耕莘醫院新店總院→捷運大坪林站→大坪林→原線返回 | 三洋通運     |                                                         |
| 耕莘醫院安康分院免費接駁車               | 耕莘醫院新店總院→耕莘醫院安康分院→原線返回 | 三洋通運     | 部分班次停靠捷運新店區公所站                            |
| 耕莘醫院永和分院線免費接駁車             | 耕莘醫院新店總院→耕莘醫院永和院區→原線返回 | 三洋通運     |                                                         |
| 慈濟醫院捷運免費接駁車                   | 慈濟醫院→捷運大坪林站→慈濟醫院 | 慈濟醫院     |                                                         |
| 陽明醫院免費接駁車                       | 陽明醫院→捷運芝山站→陽明醫院 | 北大通運集團 | [ 永久 ]                                                |
| 振興醫院免費接駁車                       | 振興醫院→捷運明德站→振興醫院 | 不明         | [ 永久 ]                                                |
| 中興醫院免費接駁車                       | 中興醫院→台北車站→中興醫院 | 世豪通運     |                                                         |
| 松德醫院免費接駁車                       | 松德醫院→捷運象山站→松德醫院 | 乙泰通運     |                                                         |
| 松德醫院免費接駁車                       | 松德醫院→捷運永春站→松德醫院 | 乙泰通運     |                                                         |
| 忠孝醫院免費接駁車                       | 忠孝醫院→捷運後山埤站（3號出口）→松山慈祐宮→松山火車站→永春眼鏡行→捷運後山埤站（3號出口）→玉成公園（近福德宮）→玉成公園（成福）→忠孝醫院 |              |                                                         |
| 忠孝醫院免費接駁車                       | 忠孝醫院→捷運後山埤站（3號出口）→信義門診部→福德國小→成福里里民活動中心→忠孝醫院 |              |                                                         |
| 忠孝醫院免費接駁車                       | 忠孝醫院→捷運昆陽站→南港區公所→南港公車站→南港展覽館公車站→南港車站公車站→捷運昆陽站→忠孝醫院 |              |                                                         |
| 和平、婦幼醫院免費接駁車                 | 和平、婦幼醫院→捷運龍山寺站 |              | 婦幼醫院→和平醫院→捷運龍山寺站→和平醫院（分藍線與綠線） |
| 亞東紀念醫院免費接駁車                   | 亞東紀念醫院→土城區福祥街→亞東紀念醫院 | 文境通運集團 |                                                         |
| 亞東紀念醫院免費接駁車                   | 亞東紀念醫院→樹林區公所→亞東紀念醫院 | 文境通運集團 |                                                         |
| 新光吳火獅紀念醫院免費接駁車             | 新光醫院→捷運劍潭站→新光醫院 | 世界聯合通運 | （页面存档备份，存于）                                  |
| 雙和醫院免費接駁車（板橋二線）           | 雙和醫院→捷運新埔站→溪頭→華江橋→雙十路→埔墘→員山派出所→雙和醫院 | 六海通運     |                                                         |
| 雙和醫院免費接駁車（景安線）             | 雙和醫院→捷運景安站 | 三洋通運     | 部分班次繞行捷運南勢角站                                |
| 雙和醫院免費接駁車（南勢角線）           | 雙和醫院→捷運南勢角站→第一戶政事務所→雙和醫院 | 三洋通運     |                                                         |
| 雙和醫院免費接駁車（壽德新村線）         | 雙和醫院－變電所－平和里（延平街）－壽德新村－延和路－永豐路口－平和里（金城路）－雙和醫院 | 三洋通運     |                                                         |
| 雙和醫院免費接駁車（土城二線）           | 雙和醫院－海山高工－海山捷運站－大同工廠－長風新城－土城農會 －捷運永寧站－雙和醫院 | 三洋通運     |                                                         |
| 雙和醫院免費接駁車（板橋線）             | 雙和醫院－致理科技大學－捷運府中站－後站商圈（館前東路）－民權路口－板橋花市 | 三洋通運     |                                                         |
| 雙和醫院免費接駁車（永安頂溪線）         | 雙和醫院→捷運永安市場站→捷運頂溪站→四知新村→台貿一村→雙和醫院 | 三洋通運     |                                                         |
| 雙和醫院免費接駁車（秀朗萬芳醫院線）     | 雙和醫院→經建新村→秀山國小→秀朗國小→得和路→劉厝→萬芳醫院→原線返回雙和醫院 | 三洋通運     |                                                         |
| 雙和醫院免費接駁車（附設醫院線）         | 雙和醫院→捷運六張犁站→北醫大附設醫院→雙和醫院 | 三洋通運     |                                                         |
| 萬芳醫院免費接駁車（景美線）             | 萬芳醫院→景華街→捷運景美站2號出口→溪口國小→萬和二號公園→萬福國小→萬芳醫院 | 金上好交通   | 07:30與12:00不停靠溪口國小、萬和二號公園與萬福國小      |
| 北醫大附設醫院免費接駁車（市政府線）     | 北醫大附設醫院→松智公園（信義松智路口）→市政府-捷運市政府站→（原線折返） | 台元通運     | ，星期日及例假日停駛（星期六除外）                      |
| 北醫大附設醫院免費接駁車（六張犁線）     | 北醫大附設醫院→信安街120-2號前（僅供下車）→嘉興公園（僅供下車）→捷運六張犁站→崇德街／嘉興街口（僅供上車）→北醫附設醫院 | 力霸通運     | ，星期日及例假日停駛（星期六除外）                      |
| 北醫大附設醫院免費接駁車（松山火車站線） | 北醫大附設醫院（起點）→捷運象山站→國稅局宿舍（信義路六段）→松山商職（信義路六段）→永春公寓（松山路） →永春里→協和祐德高中→ 後山埤站（永吉路，可上下車）→松山前站（可上下車）→永吉國小（松山路296號前）→永春公寓（松山路／虎林街121巷口）→松山商職（松山路594號前）→國稅局宿舍（信義路六段）→捷運象山站（3號出口往前之避車彎）→北醫大附設醫院（終點） | 大西洋通運   | ，星期日及例假日停駛（星期六除外）                      |
| 輔大醫院免費接駁車（輔大捷運線）         | 輔大醫院→捷運輔大站1號出口→輔大醫院 |              | （页面存档备份，存于），星期日停駛                      |
| 輔大醫院免費接駁車（上新莊線）           | 輔大醫院→中和街口（佳瑪百貨）→財元廣場→新莊戶政事務所（捷運新莊站）→輔大醫院 |              | （页面存档备份，存于），星期日停駛                      |
| 輔大醫院免費接駁車（下新莊線）           | 輔大醫院→福營國中對面公車站牌→輔大醫院 |              | （页面存档备份，存于），星期日停駛                      |
| 輔大醫院免費接駁車（板橋線）             | 輔大醫院→捷運板橋站3號出口（板橋火車站北二門對面）→輔大醫院 |              | （页面存档备份，存于），星期日停駛                      |
| 輔大醫院免費接駁車（泰山線）             | 輔大醫院→泰山戶政事務所→輔大醫院 |              | （页面存档备份，存于），星期日停駛                      |

### 其他路線
| 路線編碼                                         | 營運區間 | 經營業者       | 備註                                                   |
| ------------------------------------------------ | --- | -------------- | ------------------------------------------------------ |
| 長緹海景飯店免費接駁車                           | 長緹海景飯店－捷運淡水站 | 不明           | [ 永久 ]                                               |
| 春天酒店免費接駁車                               | 春天酒店－捷運北投／新北投站 | 不明           | [ 永久 ]                                               |
| 大地之子免費接駁車                               | 大地之子－捷運復興崗站 | 不明           | [ 永久 ]                                               |
| 大葉高島屋免費接駁車                             | 大葉高島屋－捷運芝山站 | 北大通運       | （页面存档备份，存于）                                 |
| 圓山大飯店捷運線免費接駁公車（圓山線）           | 圓山飯店－捷運圓山站 | 大南汽車       |                                                        |
| 圓山大飯店捷運線免費接駁公車（大直線）           | 圓山飯店－捷運大直站 | 大南汽車       |                                                        |
| 美麗華免費接駁公車（劍潭線）                     | 美麗華－捷運劍潭站 | 大南汽車       | 2023年12月31日起停駛                                   |
| 林口三井outlet免費接駁公車（林口市區線）         | 林口三井outlet東口－捷運林口A9站－林口三井outlet西口－夢想之都－未來之丘－森聯首席－春成麗池－頭湖路口－松柏蘆－仁愛東湖路口－台北新都－空間樂園－世貿芳鄰                                       | 乙泰通運       |                                                        |
| 新店家樂福免費接駁車（新店線）                   | 新店家樂福－寶橋路－北新路二段－中正路世紀花園－金石堂－中正國宅－耕莘醫院－民族路大豐國小－龍邦新苑－北新路三段捷運大坪林站－順安街－寶元路口－寶慶街－中興路捷運新公館－中興加油站－新店家樂福 | 三洋通運       |                                                        |
| 新店家樂福免費接駁車（木柵線）                   | 新店家樂福－通用電子－興隆路口－興隆路四段－木柵路二，三段－保儀路口－木新路口－政大－木新路二段－景文高中－保儀路－興隆路口－通用電子－寶中路－新店家樂福                                       | 三洋通運       |                                                        |
| 新店大全聯免費接駁車（紅線）                     | 大全聯碧潭店－捷運小碧潭站－耕莘醫院－新店高中－捷運新店區公所站－捷運新店站－大全聯碧潭店 | 三洋通運       | 原大潤發碧潭店接駁車2025年8月1日起更名為大全聯         |
| 新店大全聯免費接駁車（橘線）                     | 大全聯碧潭店－捷運小碧潭站－捷運新店區公所站－新店高中－耕莘醫院－捷運七張站－極景社區－大全聯碧潭店                                                                                             | 三洋通運       | 原大潤發碧潭店接駁車2025年8月1日起更名為大全聯         |
| 新店大全聯免費接駁車（藍線）                     | 大全聯碧潭店－碧潭橋－安康路沿線－玫瑰中國城－大全聯碧潭店 | 三洋通運       | 原大潤發碧潭店接駁車2025年8月1日起更名為大全聯         |
| 觀星台北社區免費接駁車                           | 觀星台北社區－萬芳醫院 | 北安通運       |                                                        |
| 太平洋溫泉會館免費接駁車                         | 太平洋溫泉會館－捷運北投／新北投站 | 不明           | [ 永久 ]                                               |
| 潤福生活新象免費接駁車                           | 潤福生活新象－捷運淡水站 | 潤福生活新象   | [ 永久 ]                                               |
| 拾翠山莊社區免費巴士（淡水站）                   | 拾翠山莊－捷運淡水站 | 不明           | [ 永久 ]                                               |
| 拾翠山莊社區免費巴士（紅樹林站）                 | 拾翠山莊－捷運紅樹林站 | 不明           | [ 永久 ]                                               |
| 天母棒球場接駁專車                               | 捷運芝山站－天母棒球場 | 首都客運       | 僅於天母棒球場進行職棒比賽與部份國際比賽時開行         |
| 新莊棒球場接駁專車                               | 捷運新埔站－新莊棒球場 | 首都客運       | 僅於新莊棒球場進行職棒比賽與部份國際比賽時開行         |
| 微風廣場免費接駁公車                             | 微風廣場－捷運忠孝復興站 | 不明           | [ 永久 ]                                               |
| 新光三越天母店免費接駁公車                       | 新光三越台北天母店－捷運芝山站 | 大南汽車       | ，僅百貨周年慶營運                                     |
| 遠雄購物中心免費接駁公車（南港線）               | 遠雄購物中心－捷運南港展覽館站1號出口－遠雄購物中心 | 現代遊覽車客運 |                                                        |
| 遠雄購物中心免費接駁公車（汐止線）               | 遠雄購物中心－樟樹灣－聯合報總部－汐科站北站－汐止國小－汐止國中－汐止火車站1－汐止火車站2－秀峰高中－汐止區公所－汐止農會－連興街口－遠雄購物中心                                               | 現代遊覽車客運 |                                                        |
| MegaCity板橋大遠百免費接駁公車（板橋車站線）     | MegaCity板橋大遠百－板橋車站西側出口－文化路〈新板橋車站〉〈返程〉－MegaCity板橋大遠百 | 和興通運       |                                                        |
| MegaCity板橋大遠百免費接駁公車（新埔線）         | MegaCity板橋大遠百－板橋FE21'遠東百貨〈去程〉－正隆廣場〈去程〉－捷運新埔站3號出口－萬泰銀行〈捷運新埔站1號出口〉〈返程〉－致理技術學院〈返程〉－MegaCity板橋大遠百                              | 和興通運       |                                                        |
| MegaCity板橋大遠百免費接駁公車（遠東通訊園區線） | MegaCity板橋大遠百－遠揚加州〈去程〉－遠東新城－捷運府中站〈返程〉－板橋FE21'遠東百貨〈返程〉－MegaCity板橋大遠百                                                                                | 和興通運       | 頭班車改由遠東新城發車，末班車僅行駛去程路段到遠東新城 |
| 中和環球購物中心免費接駁公車（新埔線）           | 環球購物中心中和店－正隆廣場－捷運新埔站3號出口－捷運新埔站1號出口－馥華飯店－正隆廣場－環球購物中心中和店                                                                                       | 文境通運       |                                                        |
| 中和環球購物中心免費接駁公車（景安線）           | 環球購物中心中和店－金采飯店－美麗時代站－中和區公所－捷運景安站－中和區公所－美麗時代站－金采飯店－環球購物中心中和店                                                                           | 文境通運       | 僅發整點班次                                           |
| 中和環球購物中心免費接駁公車（景安副線）         | 環球購物中心中和店－金采飯店－中和區公所－捷運景安站－中和區公所－遠東世紀廣場站－金采飯店－環球購物中心中和店                                                                                   | 文境通運       | 僅發非整點班次                                         |
| 中和環球購物中心免費接駁公車（板橋線）           | 環球購物中心中和店－板橋車站西側出口（環球板橋店）－ 環球購物中心中和店 | 文境通運       |                                                        |
| 比漾廣場免費接駁公車                             | 比漾廣場－捷運頂溪站 | 裕順通運       |                                                        |
| 土城日月光廣場免費接駁公車                       | 土城日月光廣場－捷運海山站 | 乙泰通運       |                                                        |
| 土城區桐花節專車                                 | 南天母－金城立體停車場 南天母－土城區公所 南天母－牛軋糖博物館 南天母－三叔公手信坊 | 台北客運       | 每年5月到桐花節主活動時行駛（本路專車為招摽性路線）    |
| 好市多北投店免費接駁公車（捷運關渡站線）         | 好市多北投店－捷運關渡站－好市多北投店 | 大南汽車       |                                                        |
| 好市多北投店免費接駁公車（關渡宮線）             | 好市多北投店－關渡宮－好市多北投店 | 大南汽車       |                                                        |

## 參閱
- 大台北公車廢線列表
- 臺灣客運路線列表
- 桃園市公車路線列表
- 臺中市公車路線列表
- 台南市公車路線列表
- 高雄市公車路線列表
- 台灣好行

## 外部連結
- 大臺北公車 （页面存档备份，存于）
- 暢行台北-公車客運資訊站 （页面存档备份，存于）
- 悠遊網-基隆、台北公車資訊 （页面存档备份，存于）
- 台灣觀光巴士 （页面存档备份，存于）